# 悉尼大學
悉尼大学（英语：The University of Sydney），简称悉大、USYD，是位於澳大利亚悉尼的公立研究型大學。學校创立于1850年，是澳大利亚歷史最悠久的大學，為南半球首屈一指的学术殿堂和世界一流的著名高等學府。悉尼大學目前名列2026年QS世界大学排名第25名、2025年泰晤士高等教育世界大學排名第61名、2025年US News世界大學排名第29名、2024年软科世界大学学术排名第74名。
悉尼大学是澳洲八校聯盟和六所砂岩学府的成员之一。悉尼大学同时也是环太平洋大学联盟、亚太国际贸易教育暨研究联盟、大英國協大學協會及全澳唯一入選全球管理教育联盟（CEMS）的成员。
悉尼大学历史上培养了一系列著名及重要的人物，包括八位澳大利亞總理、两位澳大利亚总督、五位澳大利亚首席大法官、联合国大会主席、国际法院院长、世界银行行長、澳洲歷代首富，人數均為南半球之最。此外有七位校友獲得诺贝尔奖和克拉福德奖，以及110名学生获得罗德奖学金。

## 校史

### 19世纪

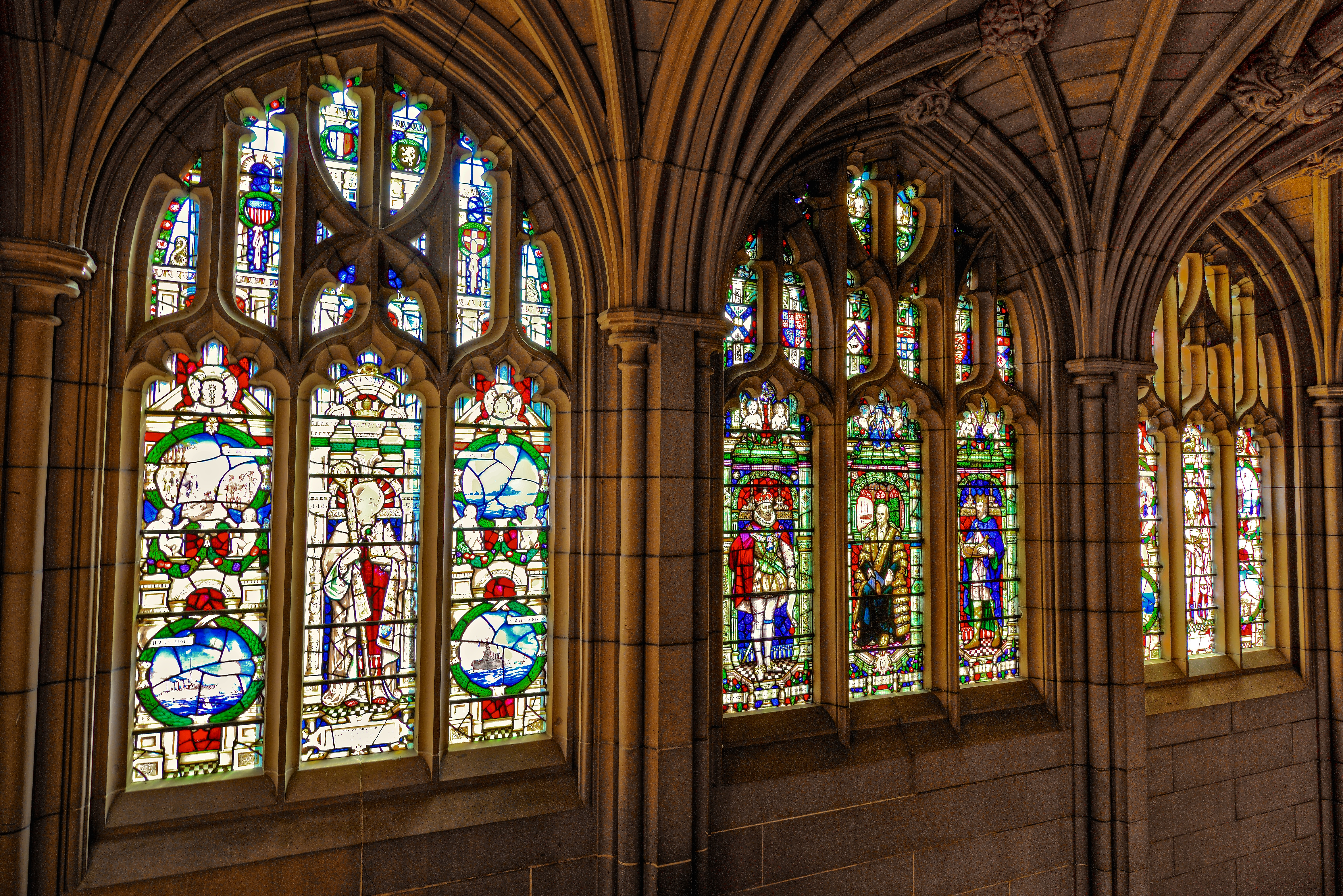
原菲舍图书馆、现麦克罗兰堂（MacLaurin Hall）内的花玻璃

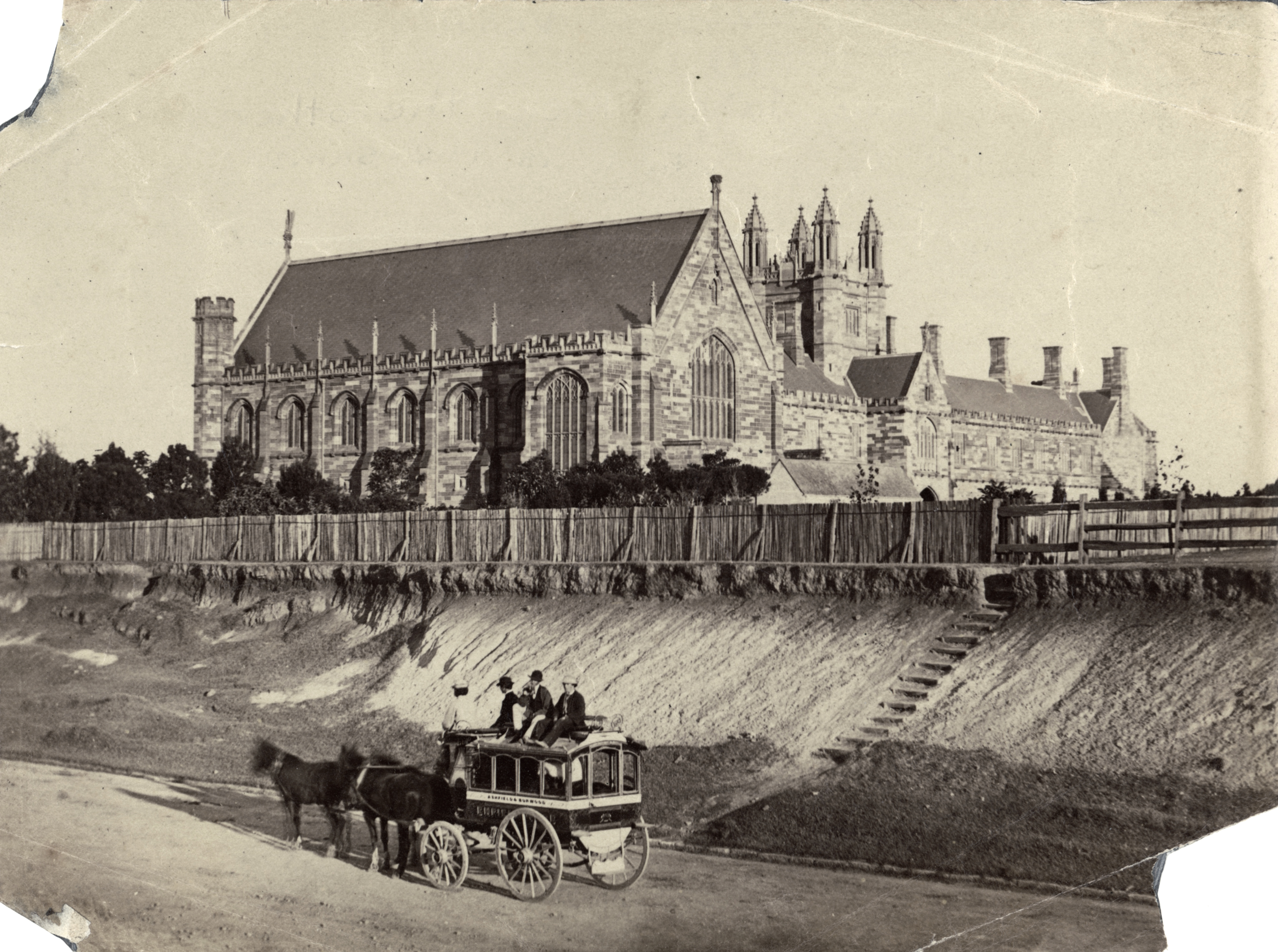
19世纪70年代的悉尼大学主楼（前方的道路為帕拉马塔路）

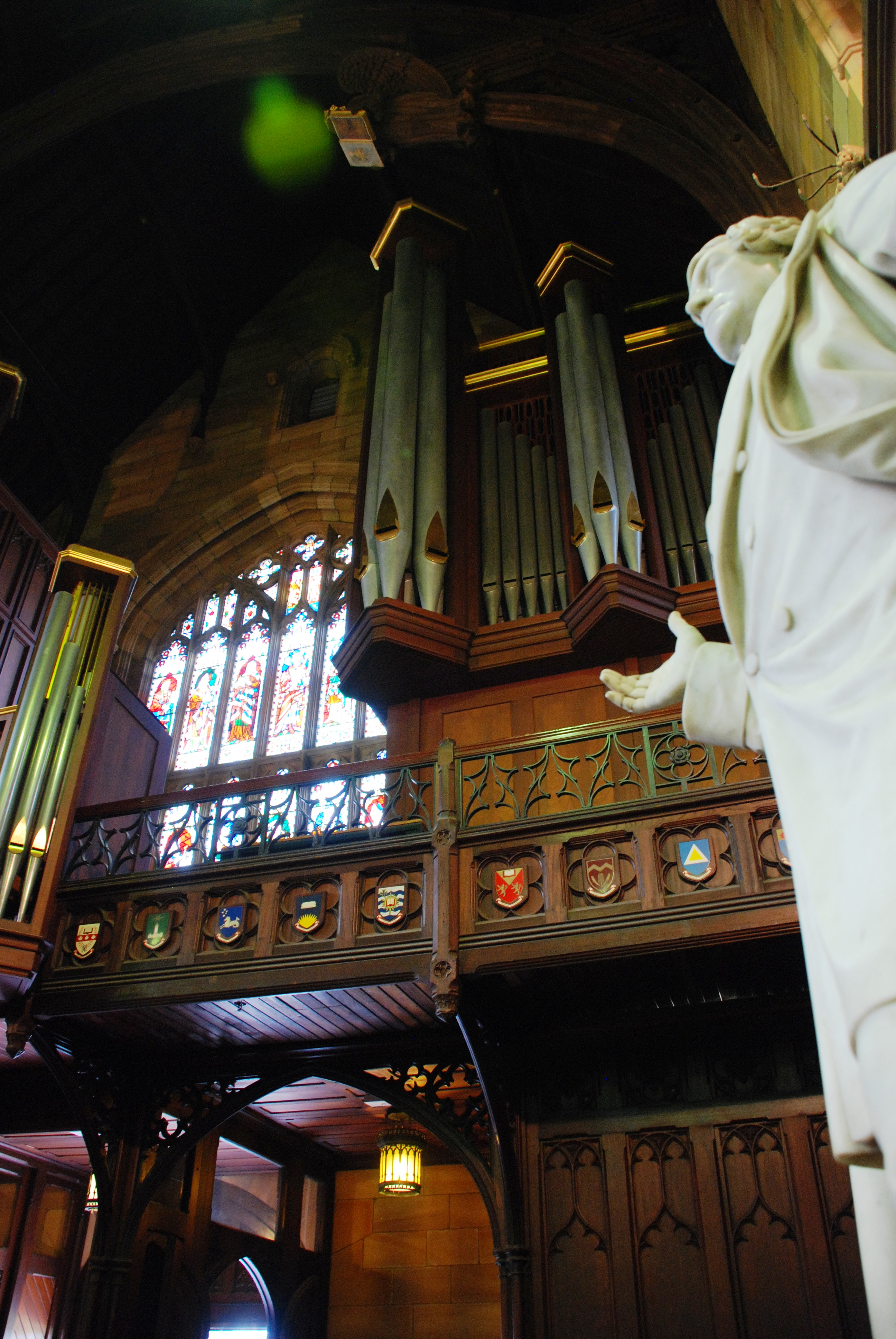
悉尼大学大礼堂内的威廉·温特沃斯雕像和管风琴

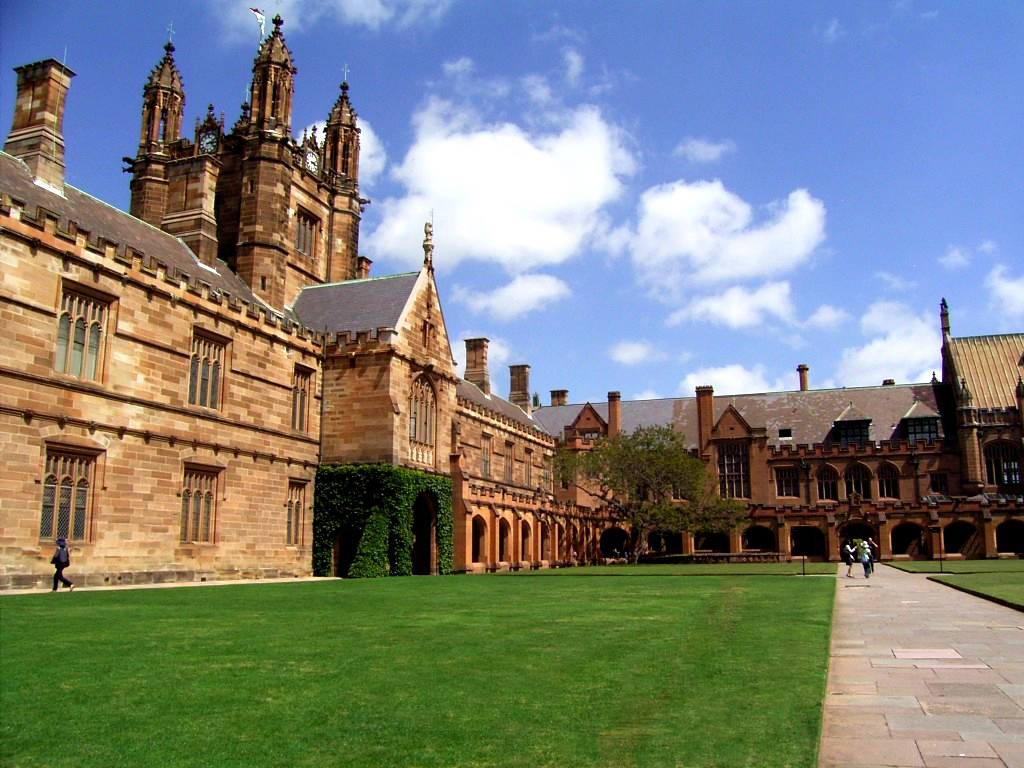
主楼方场

悉尼大学的历史可以追溯到1848年，当时的新南威尔士名流威廉·温特沃斯在立法会议上提议将1830年建立的悉尼学院（Sydney College）擴大成一所大學。当时的新南威尔士正在经历一场关于这片土地的未来和命运的大辩论。从这个殖民地初创时开始，延续了60多年的在新南威尔士流放英国罪犯的政策在1840年被终止，而同时自愿前来谋生的移民越来越多。像温特沃斯之类的活动家开始鼓吹结束总督独裁，由选出的民意代表来负责政府决策。温特沃斯认为一个想要实现自治的社会必须有一所无教派的公立大学；公立大学能够给予每个孩子机会，不论出生阶级，来“为了他的国家的命运成为一个伟大和有用的人...不论他是摩西、耶稣、默罕默德、毗湿奴还是佛的信徒。”可是温特沃斯的设想经过了两次提议才最终通过。
1850年10月1日，新南威爾斯總督签署了《悉尼大学法》，澳大利亚的第一所大学正式成立。两年后的1852年10月11日，悉尼大学在市中心学院街（College Street）原悉尼学院的“大教室”正式开课（这里现在是悉尼文法学校的校址）。1858年2月27日，維多利亞女王授予悉尼大学皇家特许状，准许悉尼大学颁布的学位和英國本土的大學擁有相同的地位。1859年，悉尼大学迁至现址，当时属于近郊的坎伯當。
1858年通过的新南威尔士《選舉法》規定，一旦悉尼大學擁有100位高等学位畢業生，就能成為新南威爾斯殖民地立法院的一個選區。1876年，这个議會席位选出了第一个议员。但在1880年，這个選區的第二任議員，后来成為首任澳大利亞總理的埃德蒙·巴顿當選後，選區被廢止。
1880年，悉尼大学获得了一笔可观的捐赠。富商和慈善家约翰·亨利·查雷斯在遗嘱中将他的大部分遗产赠予悉尼大学。经过身為最高法院法官的校監威廉·蒙塔古·曼宁爵士和英帝国税务官的不斷斗争，最终悉尼大学在1889年收到了遗赠的大部分，总额20万英镑（相当于现在的2900万澳元）的巨款。第二年，悉尼大学利用这笔捐赠设立了七个新的教授席位：解剖学、动物学、工程学、历史、法律、逻辑和精神哲学以及现代文学。同样重要的是，这笔捐款促使殖民地政府增加了大学的年度预算，在以后的十年里大学得以迅速的发展。1880至1891年之间，悉尼大学建立了理学院；而19世纪50年代建立的负责专业资格考试的法学院和医学院得以开始授课；大学聘请了一系列高素质的教授，在这个时期聘请的教授中，有四个后来成为了英國的皇家学會院士。1885年，富商托马斯·菲舍（Thomas Fisher）遗赠了3万英镑（相当于现在的400万澳元），规定用于建立和维持图书馆。悉尼大学利用这笔捐款建造了作为主楼的扩建部分的菲舍图书馆（现在是麦克罗兰堂（MacLaurin Hall））。菲舍图书馆在20世纪60年代搬出原址，搬到现在的图书馆楼。
悉尼大学从1881年开始招收女生，并且和男生同等入学，成为世界上最早实现男女平等的大学之一。

### 20世纪

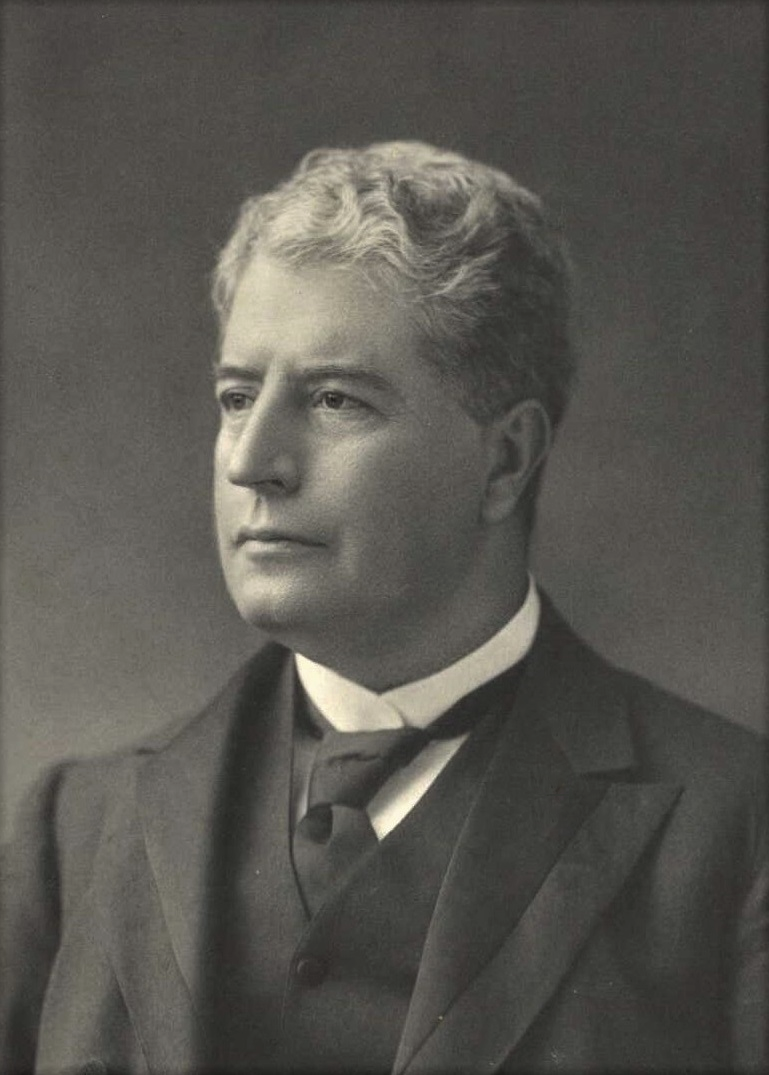
悉尼大学毕业的澳洲首任总理、末任悉尼大学选区议员埃德蒙·巴顿

二十世纪上半叶，悉尼大学开始为澳洲贡献温特沃斯所说的“伟大和有用的人”，其中包括第一任联邦总理埃德蒙·巴顿。在两次世界大战中，悉尼大学作出了情报、科学咨询和材料测试等方面的贡献，数千个毕业生参军，数百个毕业生们为国家和帝国捐躯。战争的需要使得研究（与教学相比）开始得到重视。同时，传统的文、理、法、医四大院系以外的实用学科也开始受到重视。悉尼大学在第一次世界大战结束之后在传统四大院系之外建立了六个新的科系，即牙医系、建筑系、农业系、兽医系和经济系。
二战之后，悉尼大学经历了大规模的扩张和重心的改变。一方面，由于战后出生率的高速增长、大规模的移民和政府鼓励退伍军人入大学的政策，使得大学不得不迅速的扩张。1944年到1989年之间，悉尼大学的学生人数增加了4倍。同时，学校的教学和研究重心也很快的从过去的抽象学术和理论转向实际和应用。50和60年代，悉尼大学建造了一大批新校舍，其中包括多次得奖的新菲舍图书馆——这座现代主意设计的建筑打破了此前悉尼大学建筑风格上的统一——此前的主要建筑都采用了哥特式、意大利文艺复兴式和古典式。学校的主校区至此已经扩张到坎伯当校址的极限，因此悉尼大学开始在毗邻的达令顿购地建房。同时，政府的并校政策使得悉尼大学增加了包括悉尼音乐学院在内的一批专业学院和分校区。
二战之后，特别是越战期间，悉尼大学开始以示威、抗争和激烈辩论闻名全国。60年代后期，关于开办马克思主义和女权主义课程的辩论引发了教授离席抗议、学生示威游行和大规模斗殴。其他主要抗争议题包括越南战争、种族和解，以及由图书馆罚款引发的关于学生参与治校决策的问题。

### 21世纪
2000年以后，悉尼大学开始规划一批新的建筑和设施，包括新的信息科技楼，新法学院，和新的中心行政和学生服务楼。2010年代末，学校进行了一系列科系调整，包括拆开原来的经济和商学系，商学科系建立单独的商学院，而社会科学和政治经济等则归入文科系。计算机系则从理科系并入工程系。
2008年，悉尼大学宣布啟動大型筹款活动“INSPIRED Campaign”，目标是大学在未来十年（至2017年）筹得6亿澳元，主要用于大学建设及慈善事业。“INSPIRED Campaign”亦是澳洲高等教育史上最大的筹款活动。2014年中，悉尼大学宣布“INSPIRED Campaign”已经达到筹得4亿澳元的里程碑。相关筹款更广泛应用于大学的医疗等方面研究。2015年6月2日，悉尼大学宣布“INSPIRED Campaign”已经达到筹得5亿澳元的里程碑。

## 校區

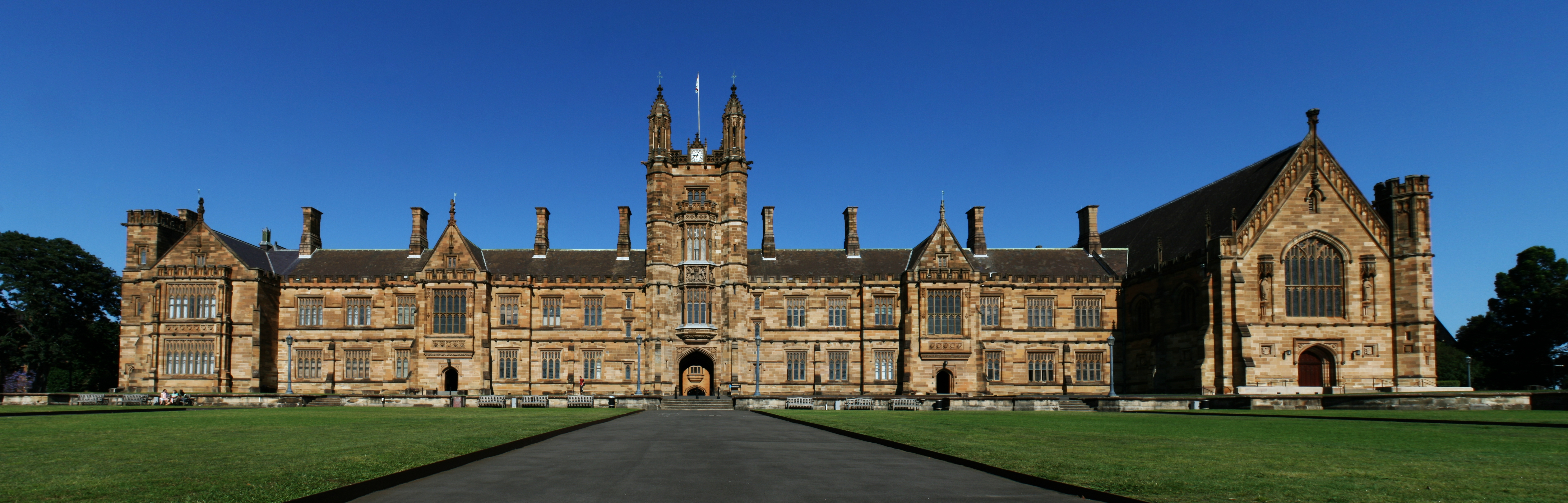
位于主校区坎伯当校区的主楼（正立面）

悉尼大学有一个由两个毗邻的校区组成的主校区组合，八个分校区和其他研究设施。大學的主校區分布在坎伯當和达令顿，其哥特式的主楼和其它历史建筑是重要的文物遗产，並被英國《每日電訊報》和美國《赫芬頓郵報》評為世界上最美的十所大學之一。此外悉尼大学还在悉尼市中心、主校区周围和其他地区拥有可观的非教研用不动产，其中最著名的是位于市中心正中马丁广场2号的查雷斯大楼。

### 主校区

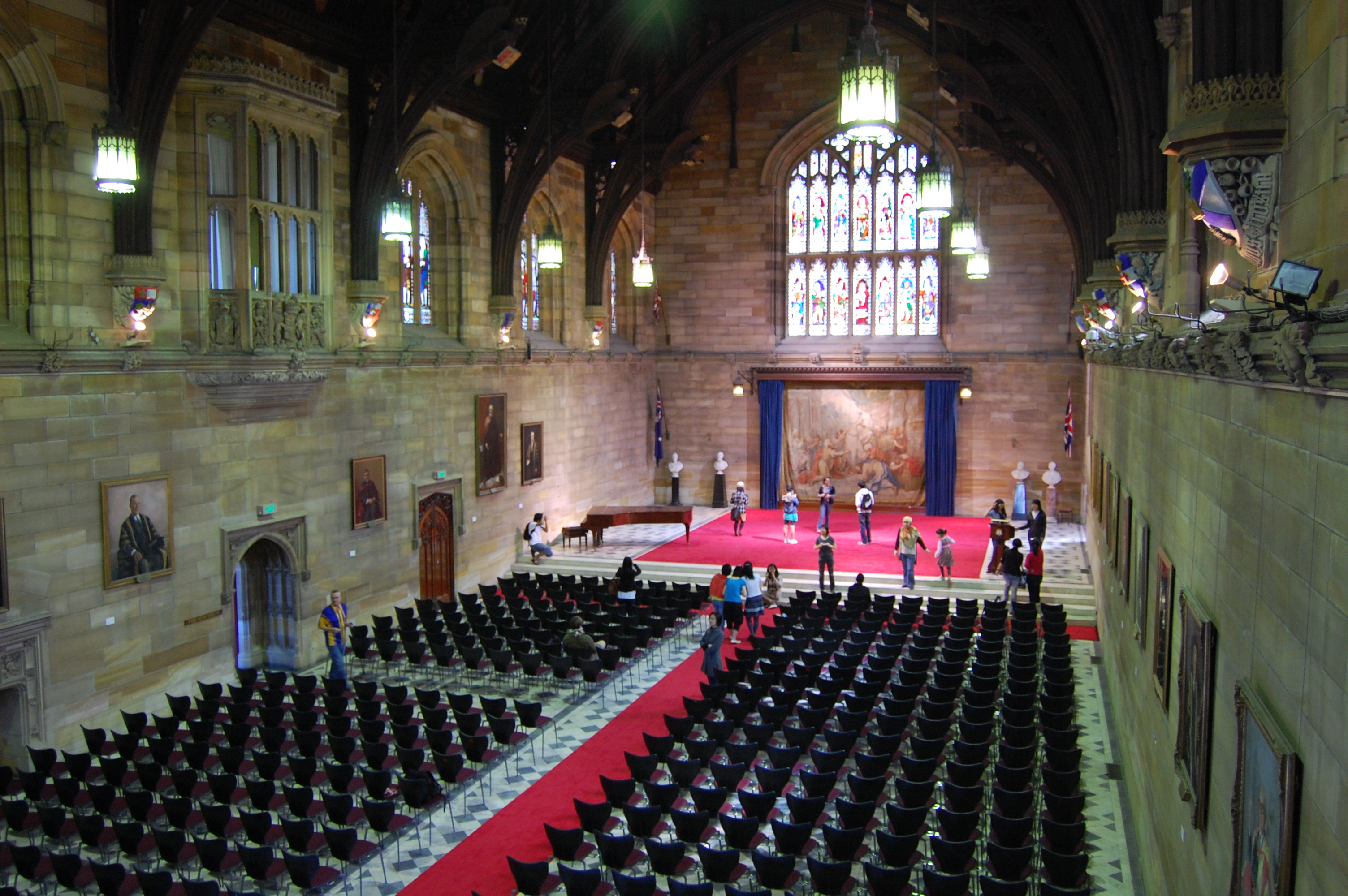
位于主校区坎伯当校区的大礼堂

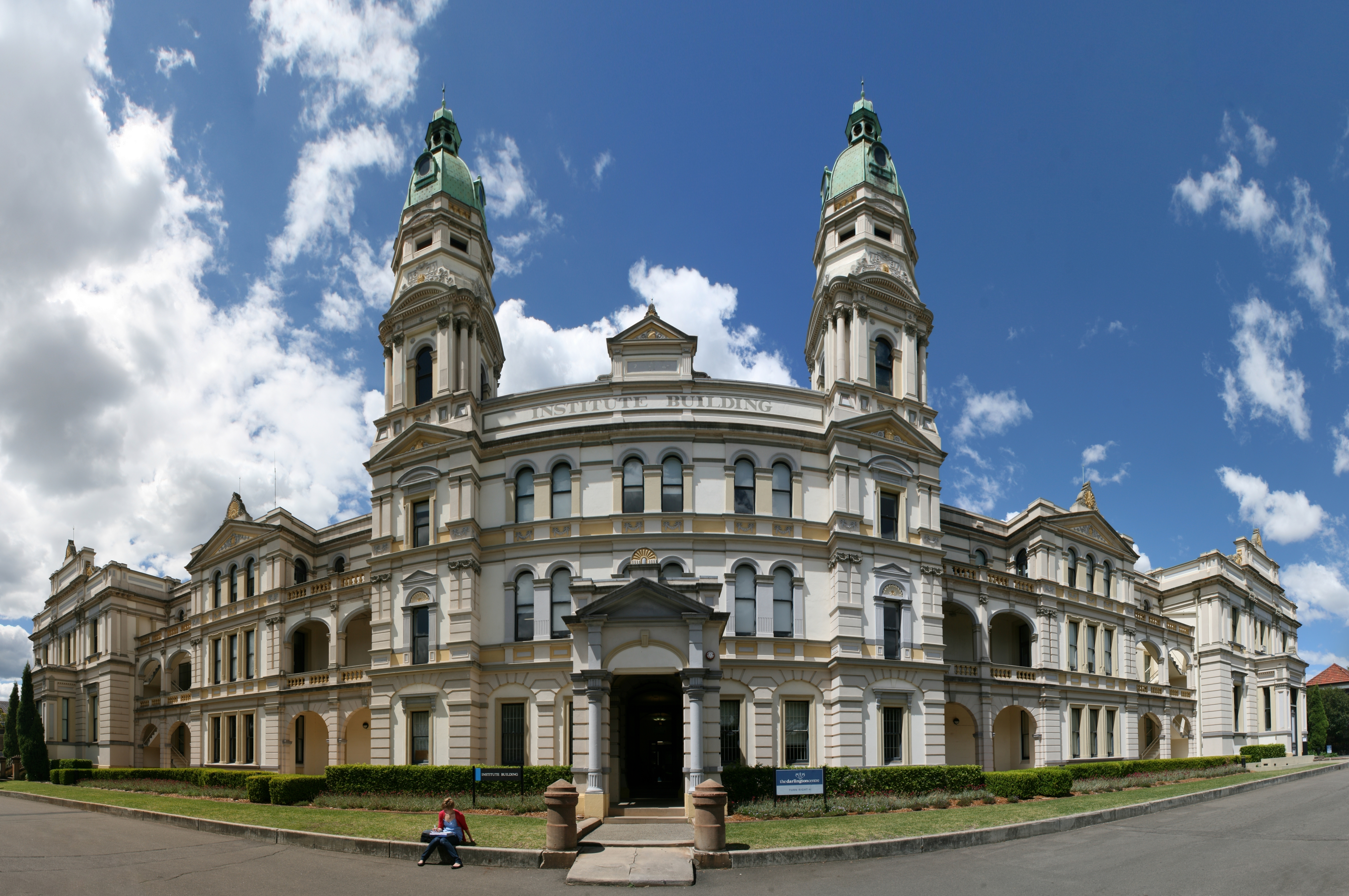
位于主校区达令顿校区的研究所大楼（Institute Building）

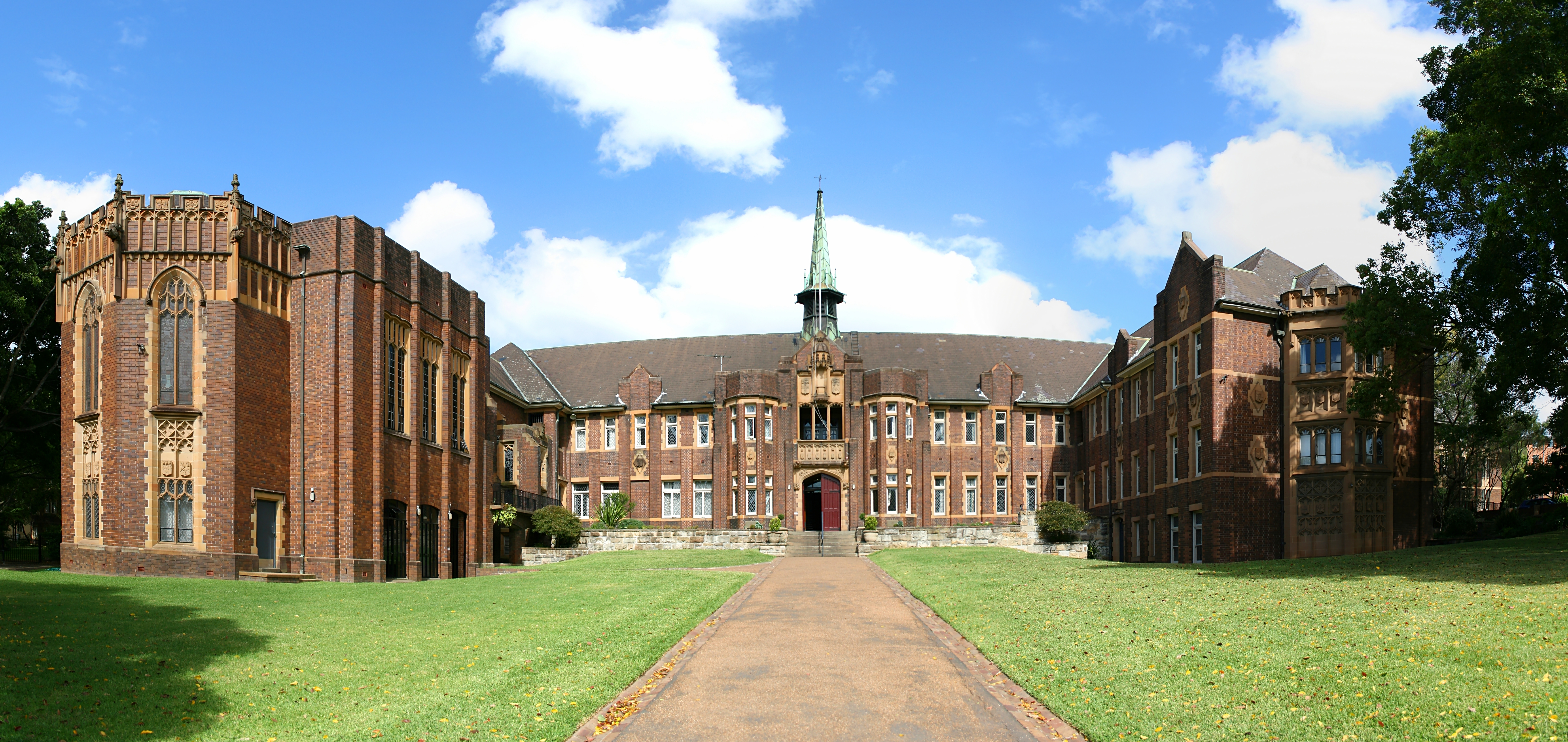
位于主校区坎伯当校区的卫斯理书院（Wesley College）

主校区位于悉尼内城区，中央商业区西南的两个区：坎伯當和达令顿，面積72公頃（包括學校自有的50.6公頃和各附屬書院擁有的21公頃）。
悉尼大学建立伊始曾在市中心学院街（College Street）的悉尼学院（Sydney Institute）原址授课；現為悉尼文法学校。1855年，新南威尔士政府将当时离市中心三公里的格柔斯农场（Grose Farm）授予悉尼大学，也就是现在的坎伯当校区。建筑师爱德门·布莱克特为新校园的中心部分设计了新哥特主义的主楼，主楼设计为长方形的方场，正立面中央是方形的大塔楼。主楼方场的正面建筑，包括大塔楼，于1862年竣工，用料则选用了悉尼本地产的砂岩。主楼最壮观的部分是两座礼堂：仿西敏厅的大礼堂和原为图书馆阅览室的麦克罗兰堂（MacLaurin Hall）。两座礼堂都拥有精美的花玻璃和雕塑装饰，以及壮观的托臂梁屋顶。主樓正立面中央的大塔樓是學校的鐘樓，内置一組54鈡的排钟。排钟在每週日和學期内的週二有定期表演，並在重要儀式前演奏。
20世纪下半叶，由于学校的迅速发展，学校在毗邻的达令顿购置土地，也就是现在的达令顿校区。坎伯当校区和达令顿校区一起组成了主校区。
主校区是悉尼大学的行政总部，有文科、理科、工程、建筑、教育和社工、药学、兽医和商学等科系，同时也是法律和医学系的总部。（法学院的部分研究和授课设施位于悉尼市中心。医学院在全州各地拥有附属医院。）主校区也是学生课外生活的中心，是悉尼大學学生会和學生代表委員會的总部。学生会在主校区拥有三座建筑，提供餐饮和休息娱乐场所，以及供学生使用的会议和活动设施。每年三月新学年开始之前，学生会都会举办迎新周活动，其中重点是由各学生社团在主楼前的草坪上设立的摊位。主校区还包括6所半独立式的學院。
近几年，悉尼大学在主校区进行了一系列大规模的建设，以更新设施并增加教研和学生活动空间。这个计划中最早完成的2006年竣工的新信息技术学院。在菲舍图书馆和医学院附近建造的新法学院则在2009年揭幕。同期完成的还有新行政和服务大楼，其中包括由原先散布校园各处的理工科图书馆合并而成的新科技图书馆。工程还包括将坎伯当校区的主干道，东大道（Eastern Avenue）变成步行区，并把路旁的梧桐树和榕树移除，代以本土树种，桉树。
自2007年以来，悉尼大学每年都在期末考试期间利用靠近达令顿的艾菲立旧火车场举行部分考试。
主校区交通便捷，离雷德芬火車站步行只要10分钟，离悉尼中央车站步行大约20分钟。主校区北边的帕拉馬塔路以及坎伯当和达令顿校区的界路——城路（City Road）都是悉尼的重要巴士走廊。

### 分校区
175年以來，悉尼大學逐漸發展了數個分校區，以及其他不在主校區的教研設施。這一方面是历史上应學生和教职员工的需要，一些科系（例如牙医系和法学院的部分课程）设在市中心，以方便在職人士下班後進修及兼职教授下班后授课，并同时增进科系和专业领域的联系；另一方面，由於學校在20世纪后半叶以来不斷擴充及合併，亦使校区的数量增加（例如并入悉尼大学的悉尼音乐学院）。悉尼大学的分校区有：

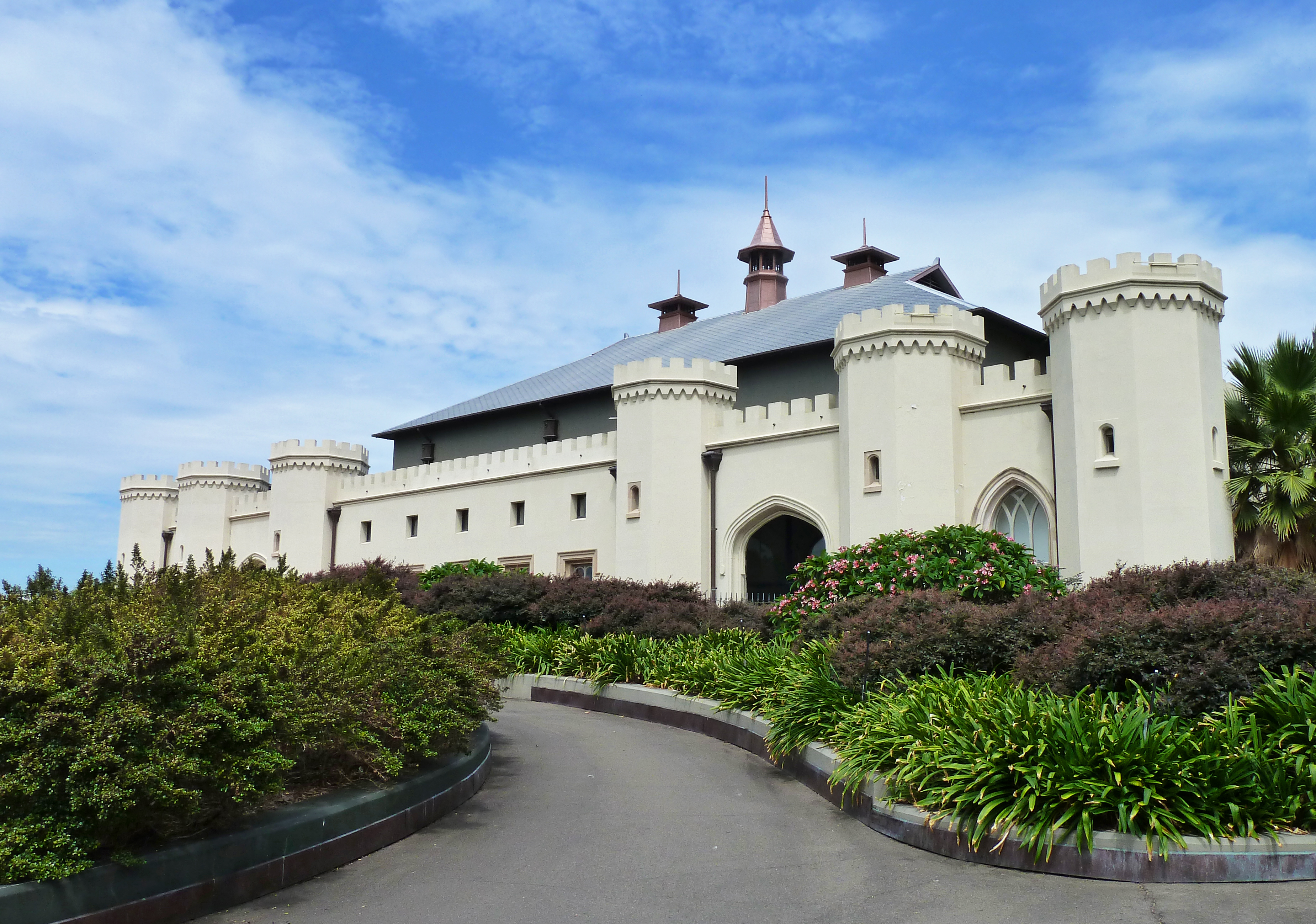
悉尼音乐学院

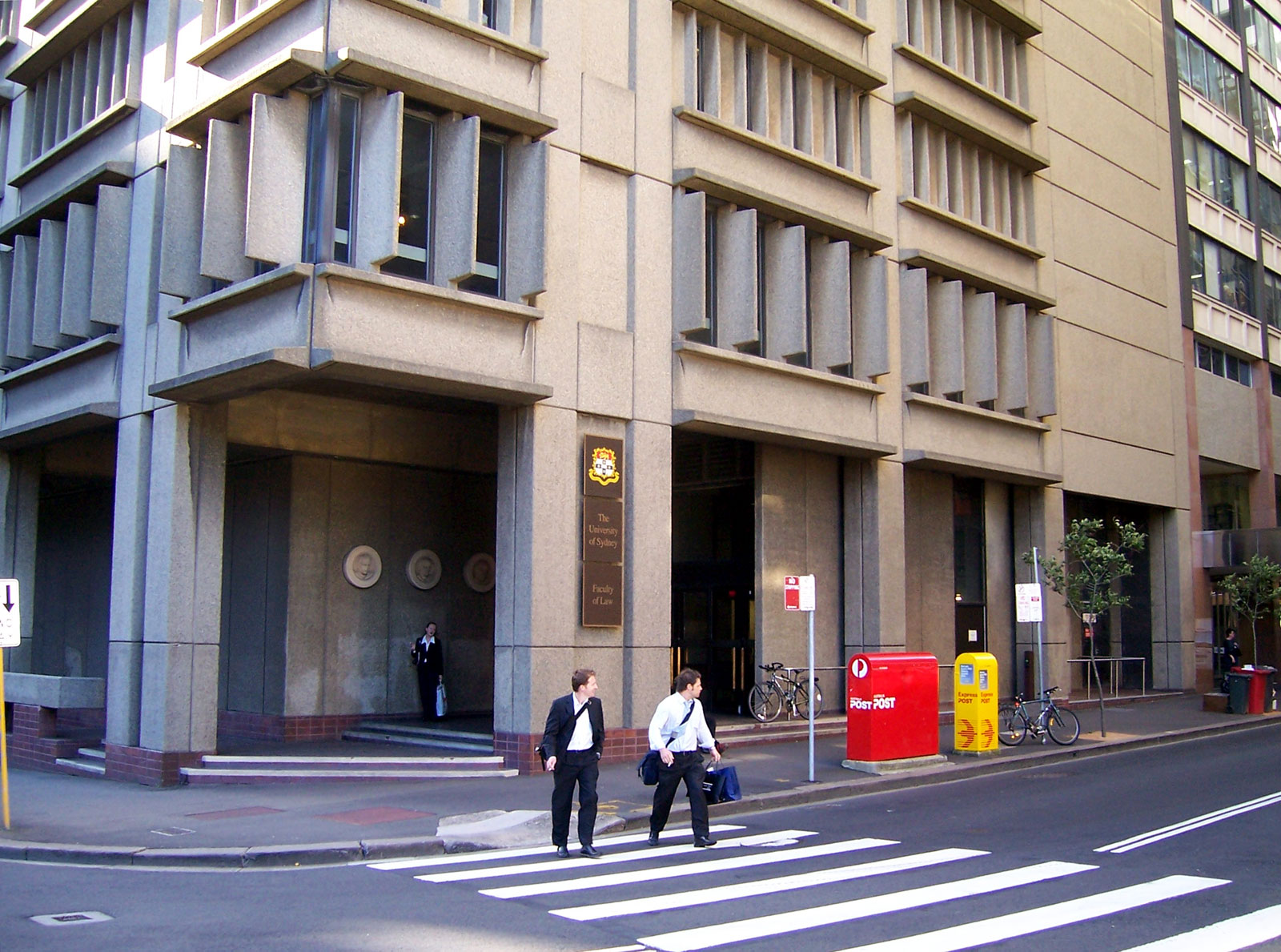
圣詹姆士校区，原悉尼法学院大楼

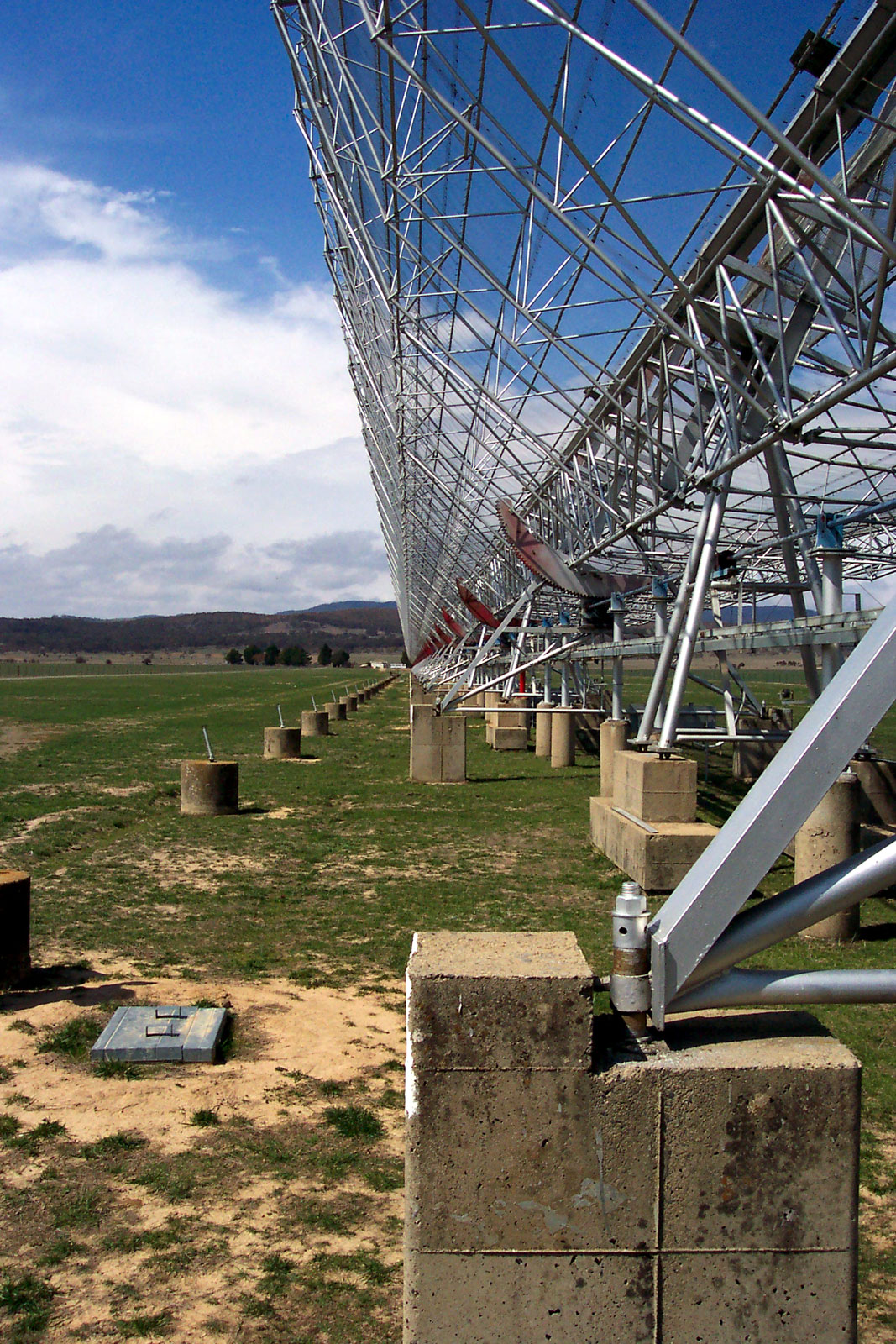
莫伦谷射电望远镜

- 麦勒街（Mallett Street）校區（悉尼内西区）——主要为護理學系使用，以及語言學校和臨床研究中心。
- 坎伯蘭校區（悉尼西区）——卫生科學系。这座位于悉尼西区的利德肯姆区（英语：Lidcombe, New South Wales）校区原是独立的坎伯蘭卫生学院，20世纪80年代被政府并入悉尼大学。在此的卫生科學系包括了除医科以外的其他卫生科系，例如理疗、语言治疗、放射治疗、职业病治疗，以及健身科学和卫生信息管理。校區得名于坎伯蘭卫生学院，而卫生学院得名于悉尼大都会区的郡级区划，坎伯蘭郡（历史上曾有郡政府，现已停止运作，但土地管理制度下仍有此建制）。
- 薩里山（Surry Hills）校區（悉尼市中心）——牙醫系，并包含悉尼牙医院（英语：Sydney Dental Hospital）。牙醫系的另一附属医院部门是在威斯密（英语：Westmead, New South Wales）的威斯密医院内的威斯密口腔卫生中心。
- 圣詹姆士（St James）校區（悉尼市中心）——法學系。这座位于市中心菲臘街，新南威尔士最高法院对面的大楼过去是悉尼大学的法律系，悉尼法学院。2009年，悉尼法学院大部搬入了位于主校区的新法学院大楼，而圣詹姆士校區现在主要用于研究生课程。校區得名于大楼对面的聖詹姆士教堂及以此命名的圣詹姆士教区。
- 洛泽尔校區（悉尼内西区）——悉尼藝術學院。散布在这座三面环水的花园式校区内的历史建筑现在是悉尼大学的美术系——悉尼藝術學院的校舍。这组名为科克布莱德建筑群的建筑建于1878年到1884年，由当时新南威尔士的政府建筑师詹姆士·巴奈特（英语：James Barnet）设计。这里原来是一座大型精神病医院，凯兰园精神错乱和犯罪精神病人疯人院（英语：Callan Park Lunatic Asylum for the Mentally and Criminally Insane）。[19]20世纪末，精神病医院搬入半岛西部的新院院舍，悉尼藝術學院随之搬入科克布莱德建筑群。
- 悉尼音樂學院（位在悉尼市中心）——音樂系。原新南威爾斯州立音樂學院在1990年并入悉尼大学，成为悉尼大学音樂系的一部分（音樂系的另一部分在主校区）。音樂學院的校舍坐落在皇家植物园内，悉尼歌剧院附近。主体建筑是一座城堡式的古典建筑，1815年建成，新南威尔士早期著名流放犯建筑师弗朗西斯·格林威（英语：Francis Greenway）设计。这座当时被称为“马的宫殿”的建筑19世纪时是总督府的马厩， 1915-1916年改造成音樂學院。1994年校方调查后发现音樂學院校址不敷使用，开始考虑迁校。1997年决定将全校搬出，原址扩建，在保护主楼建筑的同时，在内部，主楼地下和周围地下进行大规模的改造和扩建，将入口改为主楼前的一个沉降式广场，扩建了大规模的教学和表演空间。2001年改扩建工程竣工，音樂學院搬回原址。悉尼音樂學院的附属中学，音樂學院中学，也在这座建筑内。
- 卡姆登（悉尼郊区）校区——獸醫系和農業系。位于悉尼农郊的坎姆顿校区是獸醫系和農業系的试验农场和牧场。
- 伯伦街（Burren Street）校區（悉尼内西区）——交通运输及物流研究所（Institute of Transport and Logisitics Studies），位于主校区附近的纽镇。

悉尼大学的医学系——悉尼医学院下属8所临床学院，分别负责各所附属医院内的临床教学。除此之外，悉尼大學的其他教研设施基地包括位于大堡礁上的独树岛地质学研究基地，位于新南威爾斯和昆士兰边界的納拉布賴植物研究中心，位于澳洲首都领地的莫伦谷天文台，位于北领地的马宁格里达的科学考察基地营，位于古尔本的亞瑟草地（Arthursleigh）莊園、位于法国巴黎市中心的艺术工作室，以及位于希腊雅典的澳大利亚考古研究所等。此外悉尼大學授权位于悉尼滑铁卢的泰勒学院开办针对希望进入悉尼大學的海外学生的预科课程。

## 院系

### 學院架構

物理學院

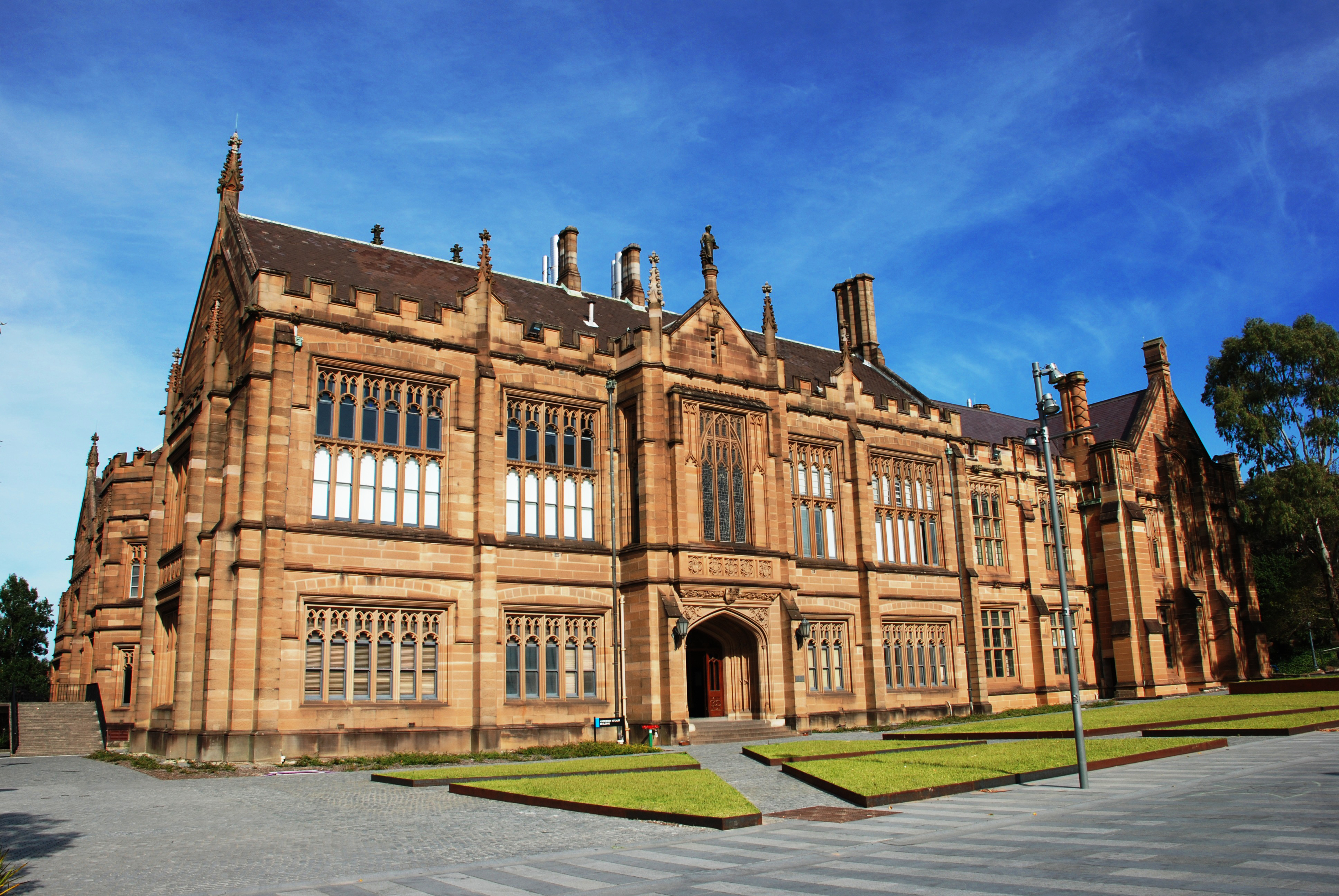
安德逊·斯圖亞特楼（医学院总部）

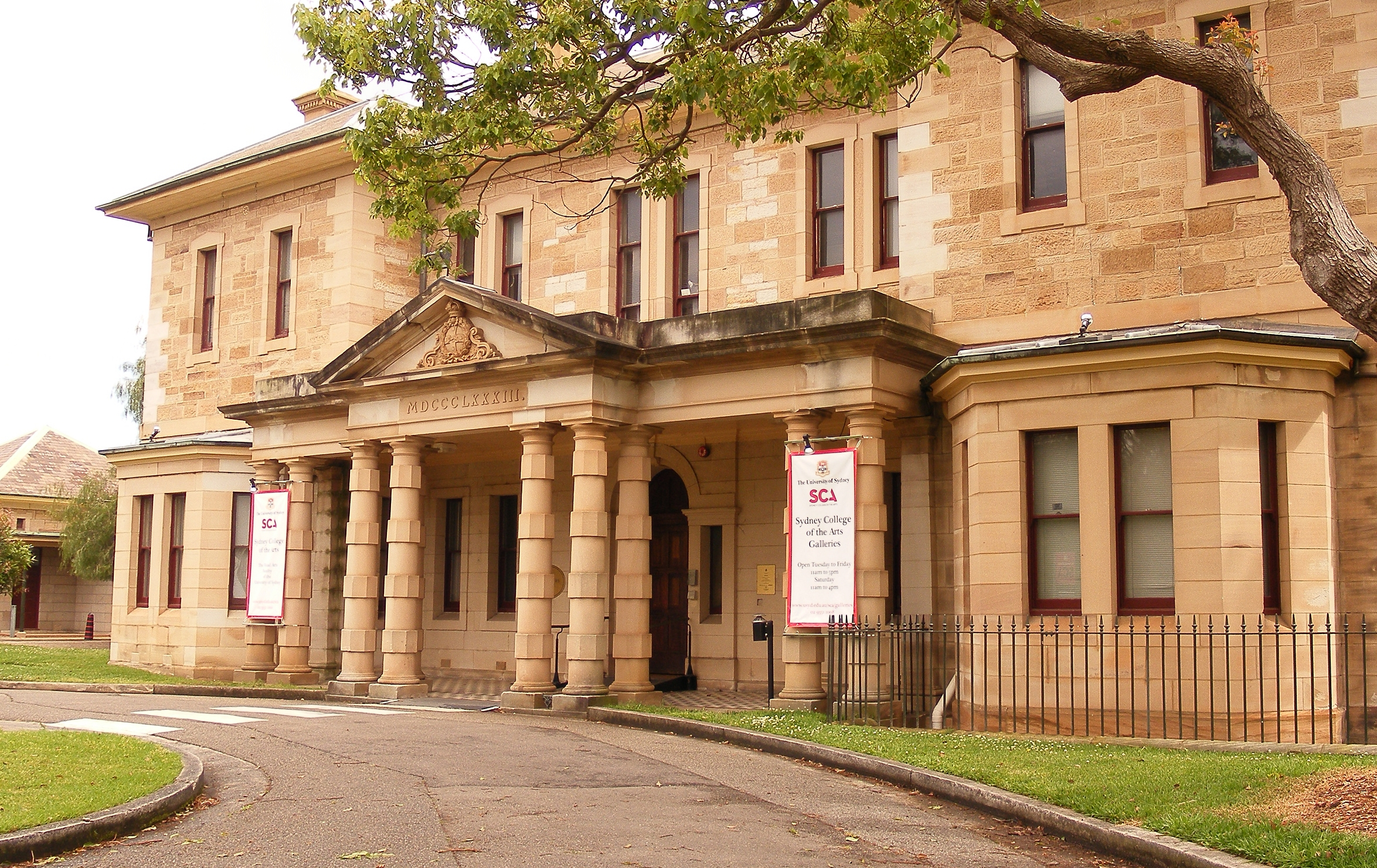
悉尼艺术学院（科克布莱德楼）

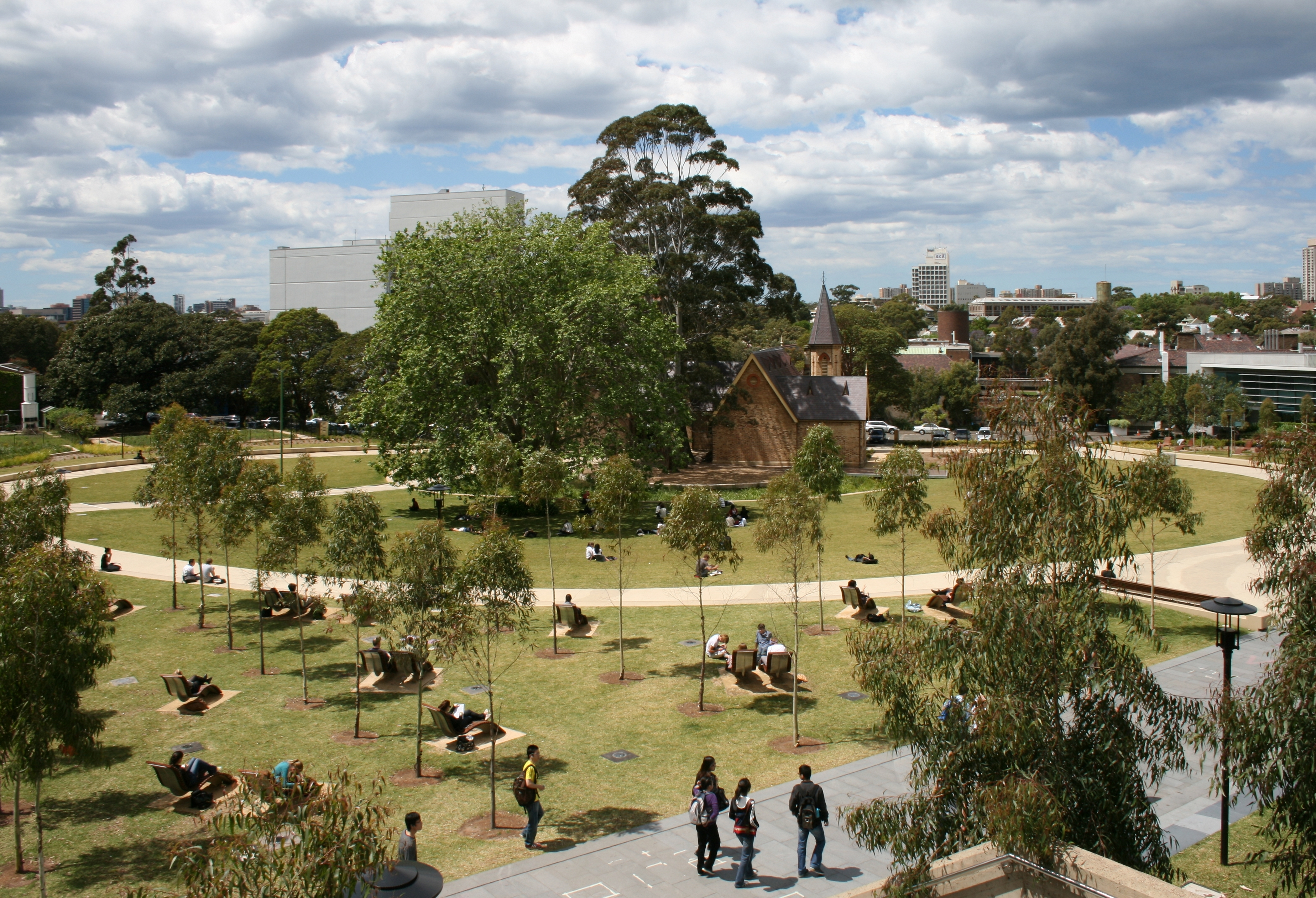
工程系区域的草坪和历史建筑“旧小学校”

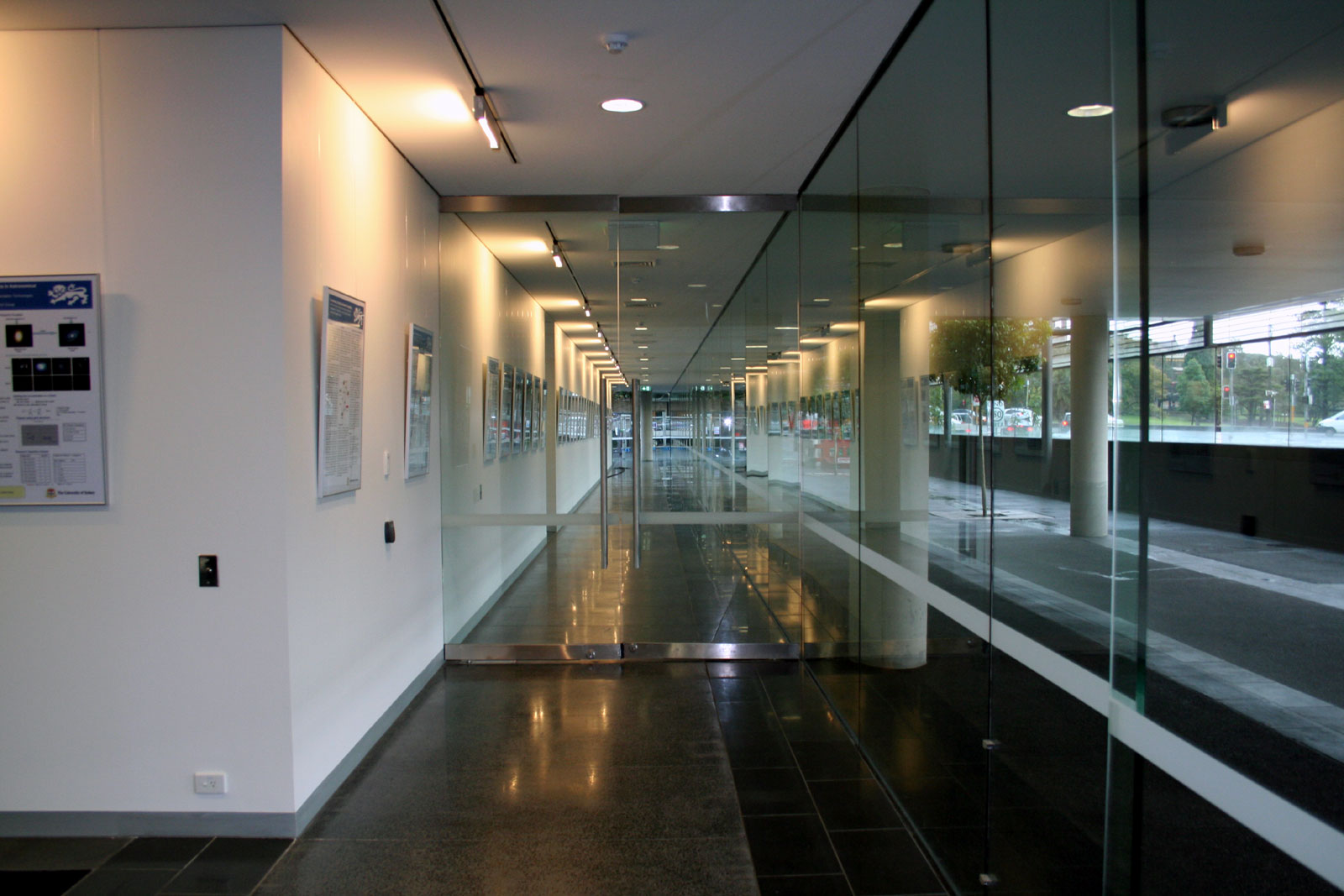
信息科技学院

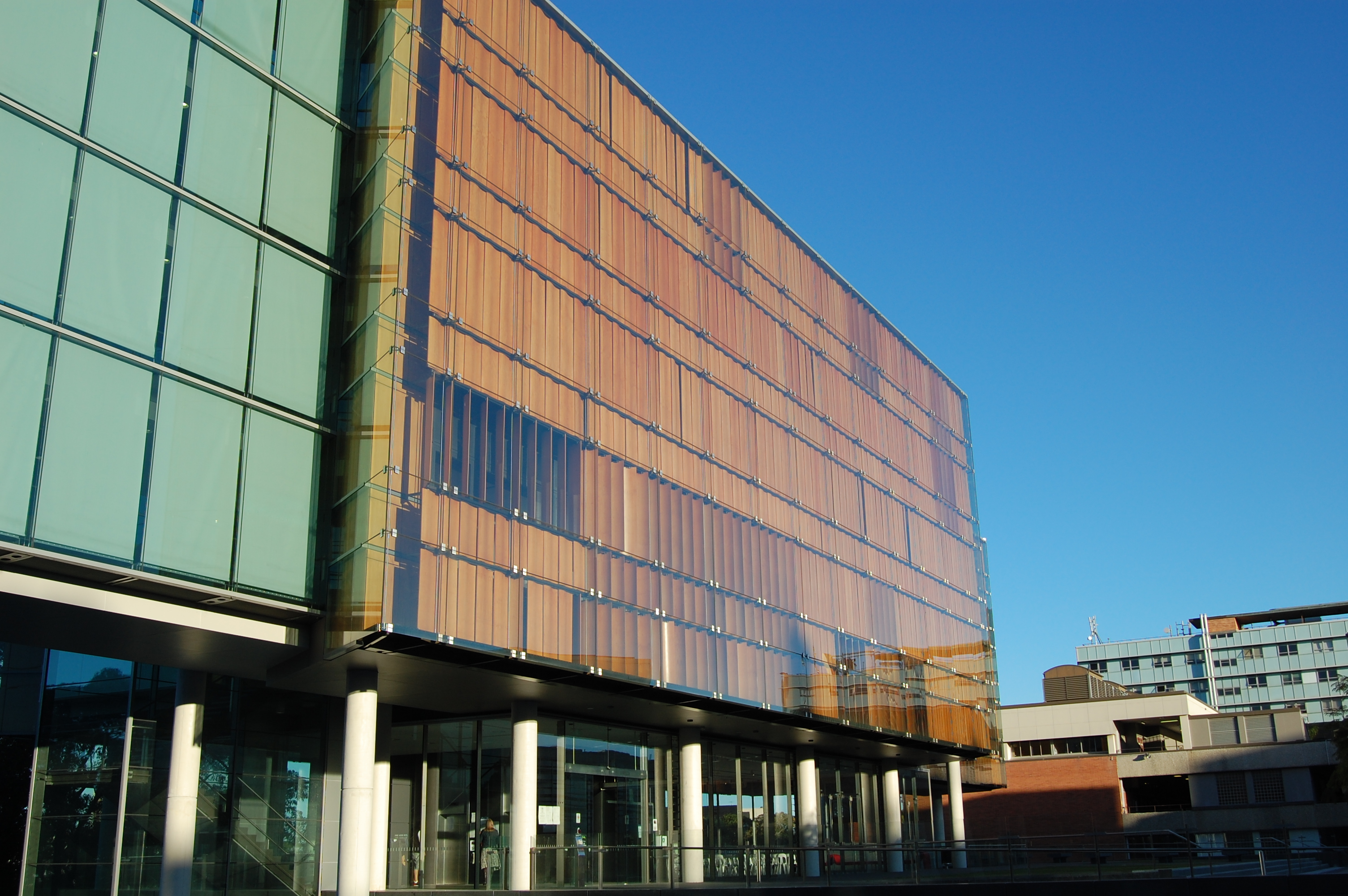
新法学院楼

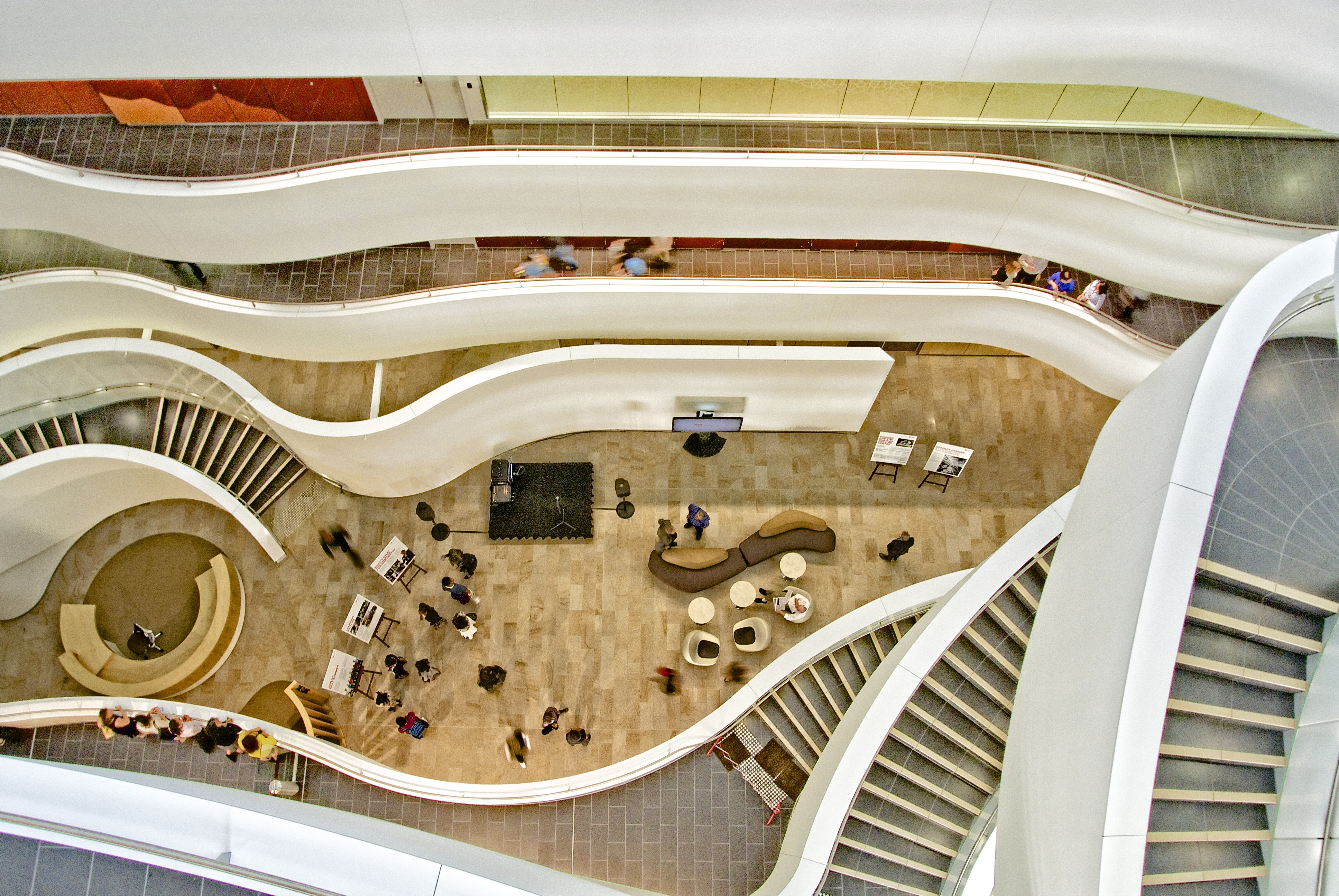
查理·珀金斯中心内景

悉尼大学的教学研究组织结构仿照牛剑，第一级机构是系（Faculty），下辖各學院（School）和研究所（Institute），學院下辖各科（Department）或专业（Discipline）。这个结构不同于美国和亞洲一些大学通用的以学院为基本单位的组织结构，但是一部分學院不隶属任何系（或者自成一系但没有系级机构），行政级别上和系是同等的。过去各系分属三个牛津式的大學院（College）——人文、理工和医药（相當於劍橋的學院（School）或亞洲一些大學的“部”），但是2000年代末悉尼大学取消了大學院的建制。大学现有16个系和独立学院 （依字母順序排序）：
- 農業、食品及自然資源系（Faculty of Agriculture, Food and Natural Resources）——雪大农学院的历史可以追溯到1910年开课的农业专业，全系现有100个教研员工，现有三个研究专业：农业和資源经济、农作物和食品系统、农业环境系统。此外该系下属还有植物繁殖研究所。该系与兽医系和理科系组成雪大的自然科学院系组。
- 建筑、设计及规划系（Faculty of Architecture, Design and Planning）——建筑系由四个专业组成：建筑与关联工艺、建筑及设计科学、设计计算学和认知学、城市和乡村规划和政策。建筑系毕业生包括数位澳大利亚最著名的建筑师。
- 文科及社會科學系 （Faculty of Arts and Social Science）——文科系是全校历史最悠久的院系，1852年开始授课，1856年任命第一个系主任，历任系主任包括了澳大利亚历史上一些著名的学者、作家和科学家。2011年，原来的经济与商学系下的经济学院被并入，系名随之改为现在的名字。该系下辖五个学院：文学、艺术及媒体学院；语言文化学院、哲学及历史研究学院、社会及政治学院、经济学院，此外还有国际安全研究所和政府学研究生院。
- 悉尼商學院 （Sydney Business School）——创建于1920年的经济系在20世纪90年代发展为经济与商学系，下辖经济学院和商学院。2008年开始，学校决定将原经济学院下的科系逐步转入文科系，成为文科系下的两个学院和两个研究所。2011年，经济与商学系重組，由原商学院和原经济学院的少数学科组成独立商学院。下辖八个專業：會計、商業分析，商務信息系统、商法、金融、国际商务、市場行銷、工作和组织学（管理学及人力资源管理和勞資關係），以及两个研究生院：交通运输及物流研究所和劳资关系研究所，其中會計和金融專業在2013年QS學科排名中位居全球第九。[21]从1999年至2005年悉尼大學曾与新南威尔士大学合办澳大利亚管理研究所 (AGSM) ，於2005年結束與該校的合作後，於2010年和2012年分別推出“全球高階工商管理硕士”（Global EMBA）課程和“工商管理硕士”（MBA）课程。工商管理硕士在2017和2019年兩年一度的《澳洲金融评论报》《BOSS》副刊排名全澳第一。在相同的排名中，全球高階工商管理硕士於2013、2015年和2019年排名全澳第一，並於2018年Ivy Exec排名亞太第九，全澳第一。[22]此外，悉尼大學商學院的管理碩士 (Master of Management) 也是全澳洲唯一獲選加入全球管理教育聯盟的學位課程，於2020年於QS全球管理碩士程排名第34名[23]，以及2019年《金融時報》排名全球第29名[24]，皆為全澳第一、亚太前五。同時，悉尼大學商學院是榮獲AACSB、AMBA及EQUIS（商學院三重認證）的世界頂尖1%商學院。[25]
- 牙醫系 （Faculty of Dentistry）——创建于1901年的牙醫系是澳大利亚第一座牙医学院。下辖两所附属医疗设施：位于悉尼市中心的悉尼牙医院，和位于西区威斯密的威斯密口腔卫生中心。
- 教育及社工系 （Faculty of Education and Social Work）——原教育系成立于1910年，1989年悉尼教育学院（前身为1906年建立的悉尼教师学院）并入。原文科系下的社会工作与政策学院成立于1940年。2003年教育系与社会工作与政策学院合并成为教育及社工系。
- 工程及資訊科技系 （Faculty of Engineering and Information Technologies）——1920年成立的雪大工程系是澳洲第一所工学院，至今仍是全澳洲数一数二的工学院之一。根据2020年QS學科排名，雪大工程系在土木工程方面排名世界第14、全澳第二。工程系最早是1883年开课的理学院工程专业，1909年成立工学院，1920年升为独立系。20世纪5、60年代，工程系随着大学的扩招和科技的发展迅速发展，以至于学校新设立的达令顿校区的大部都为工程系使用。现在工程系除了在坎伯当校区有一座风洞外，其余设施都在达令顿校区。工程系下辖六个学院：航天、机械及电子机械工程学院；化学及生物分子工程学院；土木工程学院；电气及資訊工程学院、資訊科技学院、工程及資訊科技學系研究生院，此外还有十多个各领域的研究所。
- 卫生科學系 （Faculty of Health Sciences）——卫生科學系前身是1973年成立的坎伯蘭卫生学院，1979年迁至位于悉尼西区的现校区，1989年并入悉尼大学，1994年护理专业并入悉尼護理學院。下辖九个科：卫生行为和社会学、健身和体育学、卫生信息学、医疗放射学、职业病治疗、视觉矫正、物理治疗、康复咨询、语言病理学。
- 悉尼法學院 （Sydney Law School)——1855年成立的悉尼法學院是澳洲最早成立的法學院，是澳洲公认的质量、名誉最高的两所法學院之一。在2020年QS學科排名中，悉尼法學院名列第13，全澳第二。在學術論文的下載量方面，社科研究网络（英语：Social Science Research Network）（SSRN）在2016年将悉尼法學院排在世界第22、全澳第一，而在世界法学研究机构中排名第四。悉尼法學院曾五度赢得世界最高等级的国际法模拟法庭赛，杰萨普赛（Jessup Moot）的冠军（最近一次是2017年），成績世界第一。悉尼法學院的校友包括一位联合国大主席，一位國際法院院長，四位澳洲总理，23位澳洲最高法院法官（超过总数的50%），以及24位罗德奖学金获得者。澳洲历史上至少发生过两次（1974-1975年和1998-2001年）国家的行政、立法、司法三权首长（总督、总理和首席大法官）都是悉尼法學院毕业生的情况。和悉尼医學院相似，悉尼法學院的本科课程入学要求包括必须同时入读或已完成至少一个其他本科学位。如学生获得录取同时入读（即“双学位课程”），则在修习其他本科学位同时开始基础法律课程，但要在完成其他本科学位之后才能开始其他法律课程。
- 悉尼医學院 （Sydney Medical School）——1856年成立的悉尼医學院是澳洲最早成立的医學院，是澳洲乃至亚太地区最負盛名的医学教学和研究机构之一。在2020年的QS世界學科排名中，悉尼医學院排名全球第18名、全澳第二。悉尼医學院的附属教学医院遍布新南威爾斯州，其中七所是悉尼大都会区的大型医院，两所是乡镇地区大型医院，其他还包括数座较小型的医院。医學院下辖八所临床学院负责在这些医院的临床教学。医學院下辖还有两所学院和一个科：公共卫生学院和医疗科学学院，以及乡村卫生科。和悉尼法學院相似，悉尼医學院的本科课程入学要求包括必须同时入读或已完成至少一个其他本科学位。如学生获得录取同时入读（即“双学位课程”），则在完成其他本科学位之后方可开始医学课程。悉尼医學院的医学学士双学位课程入学分数线是澳大利亚所有大学本科专业中最高的。
- 悉尼護理學院 （Sydney Nursing School）——悉尼護理學院的前身是1970年设立的坎伯蘭卫生学院的護理學院。1990年，原来的悉尼技术教育学院下辖的護理學院并入了悉尼大学，次年以此为基础在校本部也设立了护理系。1994年原坎伯蘭卫生学院的護理學院行政上并入了护理系。2005年，所有護理科系并入麦勒街校区。到2004年为止，新南威爾斯州所有注册前護理课程都由悉尼大学授课，但在2004年悉尼大学以学生人数过多负担太重为由，经过联邦政府批准把注册前護理课程分散到全州其它大学，使得悉尼大学得以专注高质量的双学位護理课程、研究性课程和研究生教育。2005年该系改名護理与接生学院，2009年改组为悉尼護理學院，使得护理系在名称上和其它两个专业系（医学院和法学院）得以一致。
- 藥劑學院 （School of Pharmacy）——藥劑學院的历史可以追溯到1899年开始的藥學专业课程。1949年开始藥学研究项目，并开始任命药学教授，1960年开办药剂学士课程。2000年藥劑科独立建學院，成为澳洲第一所藥劑學院, 每年培訓藥劑學學士, 碩士及博士。畢業生多成為澳洲執業藥劑師,學術或藥廠製藥研究人員。
- 理學系 （Faculty of Science） ——悉尼大学开始授课的1952年就开始了理科课程并任命了数学与自然科学教授，但是要到1882年才将文理科分系，建立了理科系。理科系下辖七个学院和一个学院级研究组（Unit），11个其它专业，以及12个各领域的科学研究所。学院（研究组）分别是：生物学院、化学院、地学院、科学的历史与哲学研究组、数学统计院、分子生物学院、物理学院、心理学院。其它专业（大部分是与其他院系合办或合作的）分别是：农业化学、解剖及组织学、信息技术、疾病学、药学、生理学、环境科学、人类营养学、传染病和防疫学、分子生物技术、土壤科学。
- 悉尼艺术學院 （Sydney College of the Arts）——悉尼艺术学院是悉尼大学的视觉美术系。校址在位于悉尼西区的洛泽尔校区。艺术学院的工作室包括陶瓷、珠宝和饰物、玻璃、摄影、影像与数码艺术、绘画、印刷艺术、雕塑、表演和装置艺术、理论研究。
- 悉尼音樂學院 （Sydney Conservatorium of Music）—— 悉尼音樂學院是澳洲历史最悠久、最具盛名的音樂學院之一。1915年新南威尔士政府拨款将原总督府马厩改建为音乐学院。1916年3月6日新南威爾斯州立音樂學院正式成立，1918年附属中学成立。1935年音樂學院建立了美声学院。此后悉尼音樂學院按照“社区（业余）、中等（中学）、高等（学院）”的三部教育模式逐渐发展成了完整的音乐专业大学。1990年音樂學院并入悉尼大学，改為现名。悉尼音樂學院培养了包括澳洲和国际知名的音乐家，例如台裔美籍小提琴家林昭亮、小号家詹姆斯·莫里森、指挥家西蒙娜·扬等。
- 獸醫系 （Faculty of Veterinary Science）——獸醫学院创办于1910年3月22日，当时是澳洲第二所獸醫学院，但随着1930年墨尔本大学獸醫学院的关闭，现在已是全澳洲教研历史最长的獸醫系。1923年獸醫学院升为獸醫系，在很长一段时间里是澳洲唯一的大学獸醫科系。1936年獸醫系开始在悉尼远郊购置牧场和实验设施。獸醫系的附属教学医院和诊所包括：悉尼小型动物医院、坎姆顿大型及小型动物医院、牲畜兽医服务、以及鸟类、爬虫与稀有宠物医院。

### 学生人数
2020年注册学生总数是60,968人，其中全职学生48,118人，兼职学生12,744人；男生25,676人，女生35,160人。按照2020年学籍统计数字，学生人数最多的五个院系依次为：文科及社會科學系、醫學暨健康系、商學院、理科系、工程系，这五个院系包括了全校近8成8的学生。

## 行政和標誌

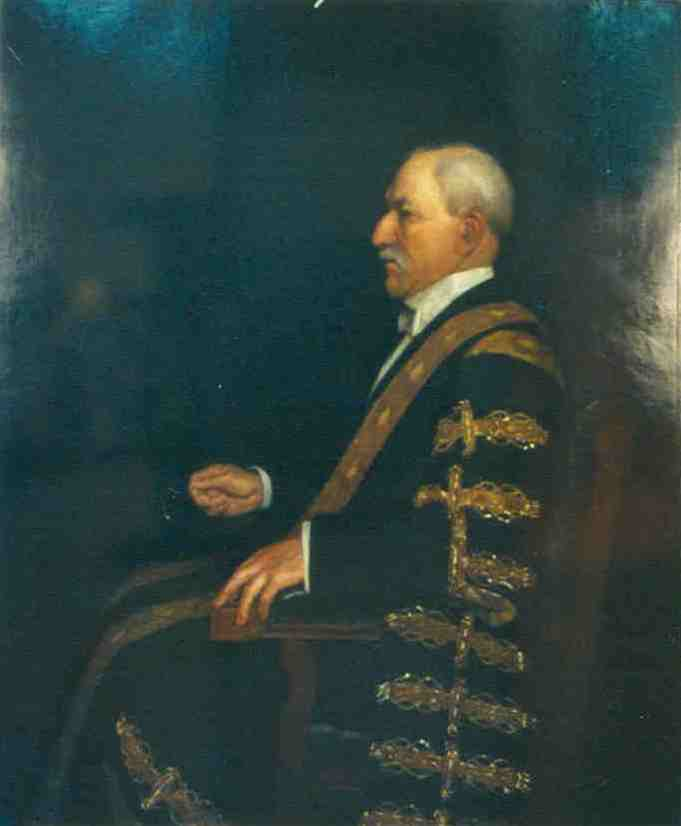
諾曼·麦克罗兰（1896-1914年任校監）身穿校監禮袍的肖像

悉尼大學的最高行政機構是校董會（另譯：大學理事會、校務委員會），其權力由《悉尼大學法》規定並由新南威爾斯州議會問責。除校監、校長和教務長之外，其他19位校董中有六位由新南威爾斯州政府指定和一位由校董會指定的外部校董，和由教研職工（四位）、其他職工（一位）、本科生（一位）、研究生（一位）和畢業生（五位）分別選擧的校董。校董會的主席是校監（另譯：校委會主席）。校監由校董會選舉產生，任期為四年。歷史上擔任校監的包括新南威爾斯總督、其他殖民地、州和聯邦的高官、州和聯邦最高法院的法官、知名學者等。2013年上任、並在2016年連任的現任校監是金融和商界人士贝琳达·赫金森，她是歷史上首個當選悉大校監的商人，是悉大經濟系的畢業生。校監的禮袍是牛津式的黑底金飾長袍。校監的副手是助理校監（Deputy Chancellor）。
學校的日常行政長官是副校監（校長）（Vice-Chancellor，Principal）。歷史上的副校監多為教授和法官。現任副校監是馬克·史考特，此前的職位是新南威爾斯州教育部秘書長。
此外，根據英國大學的傳統，學校形式上的最高長官是校督（Visitor），《悉尼大學法》規定校督為現任新南威爾斯總督（所以2007-2013年之间，總督瑪麗·巴舍爾女爵士兼任校监任内，校督與校監為同一人）。但自從1990年《悉尼大學法》修正后，校督只有儀式上的職責而沒有任何行政權力。

### 校徽和校训
1857年，倫敦的纹章院授予悉尼大学盾章。
悉尼大學的紋章由幾部分組成。上部三分之一（紋章學稱“主帶”）是同時象徵英格蘭和劍橋大學的“行守之獅”（Lion Passant Guardant，三足着地，前右足擡起，身體側面、面部正面朝觀者）。主體下部是點綴四枚八角星的藍十字，類似當時已作爲新南威爾士的非正式標誌使用的“南十字星”圖案，不過一般十字上會有五顆星——中心一顆，四腳上各一顆，且一般使用五角或六角星。有研究認爲在雪大校徽上使用八角星是反映了1830年代授予英國國教會澳洲教區的徽章。此外，校徽上的中央位置上則放置了一本象徵牛津大學的打開的書（不過此標誌在學術機構徽章中使用相當廣泛）。纹章下方是载有校训的绶带。
悉大的校旗设计与盾章相似。
悉大的校訓為 Sidere mens eadem mutato（拉丁文，意思即：繁星縱變，智慧永恆；英文译作： "Though the constellations change, the mind is universal"），原本寓意是说「即使南、北半球的星象不同，享有的知識和智慧卻是一樣的」。後來衍生出來的涵義為「悉尼大學在南半球傳承了北半球古老名校們的傳統」。
澳洲著名作家與悉尼大學校友克萊夫·詹姆斯在他在他1981年發表的自傳體小說《Unreliable Memoirs》中，打趣地將悉尼大學校訓誤翻為：「悉尼大學實際上是牛津大學或劍橋大學，横向平移了大約12,000英里」。
2010年，悉尼大学开始使用新设计的校徽。新标志保留了1857年授予的正式盾章，但是简化了纹章的组成部分，除掉了纹章下的校训绶带，并把外形改成了简单的盾形。在少數正式场合和正式文件（如畢業證書）上仍继续使用1857年的纹章。

### 權杖
悉尼大學的權杖（Mace）于1854年製成，象徵著校董會的權力，由當時的新南威爾士總督代表維多利亞女王並以她的名義賜予悉尼大學。杖頭用白銀打制，杖身為硬木。杖頭上用黃金分別飾以皇家、新南威爾士殖民地和悉尼大學的紋章，四周的裝飾主題則是英格蘭玫瑰、蘇格蘭薊和愛爾蘭三葉草。杖頭頂端是英國皇冠樣式，下部飾有拉丁文格言“DOCTRINA PARET VIRTUTEM”（意即讓教育推動美德）。
權杖的正式執杖官是總儀仗官（Esquire Bedell），在畢業典禮和其他正式儀式的入場和退場隊伍中，持權杖走在校監之前。在大禮堂進行儀式時，權杖放置在臺上的特制權杖架上。
此外，悉尼大學的另一柄儀式用杖是赫爾舍姆子爵夫人紀念杖（Lady Hailsham Staff），塔斯馬尼亞黑木制杖柄，頂端從下到上依次是愛爾蘭大理石球、銀制蘇格蘭薊、和子爵夫人小冠冕，飾有斯里蘭卡藍寶石。在正式儀式上由侍從儀仗官（Yeoman Bedell）持杖。

## 學術泛論

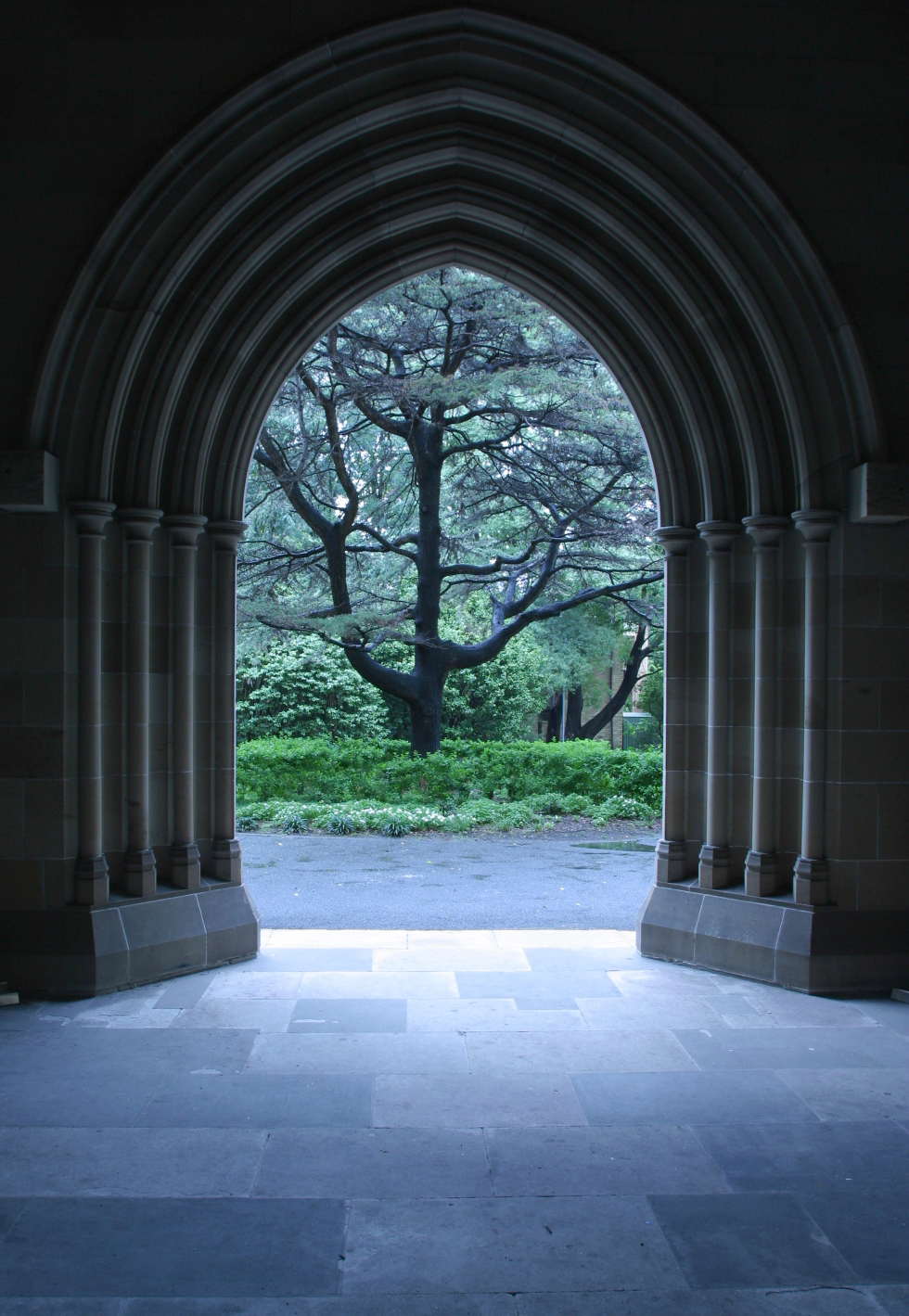
圣约翰书院，富理希尔塔楼底部

悉尼大學在2025年QS世界大學排名名列第18；在2021年泰晤士高等教育世界大學排名名列第51；在2021年US News世界大學排名名列第27；在2022年軟科世界大學學術排名名列第60。
根据中国科学评价研究中心公布的科研竞争力评估结果，悉尼大学排名世界第41、澳洲第一。在2022年由国立台湾大学发布的世界大学科研论文表现排名，悉尼大学排名世界第26，澳洲第二。在2022-2023年土耳其中東理工大學的學術表現大學排名，悉尼大学排名世界第18、澳洲第一。
此外，在2020年泰晤士世界大學影響力排名，悉尼大學名列第二；在2022年QS畢業生就業力排名，悉尼大學名列世界四。
2018年，在澳洲研究委員會三年發表一次的研究质量报告《2018年度澳洲傑出研究报告》中，悉尼大学所有領域皆“高于世界水平”或“遠高于世界水平”。根據基本科學指標資料庫（Essential Science Indicators）過去十年的引用次數排名，悉尼大學有13個科目（總共22個科目）位列全澳前三，並在臨床醫學，動植物科學，工程和社會科學的表現達到國際領先水準，為澳大利亞表現最好的大學。此外，悉尼大學在体育、社会活动、辩论、戏剧、音乐等领域皆居领先地位。
悉尼大学是澳洲培养最多高資產淨值人士的学府。2013年经统计其個人淨值超過三千萬美元的校友为247人，在除美國以外的全球大学中排名仅次于剑桥大學、牛津大学和倫敦政經學院，排名全球第五、澳洲第一。美国《纽约时报》对全球2500个HR部门和2000位企业的CEO发出了问卷，排名选出他们最想招聘的毕业生所来自的大学，悉尼大学名列全球第49位。此外，根據《ABC NEWS》報導，悉尼大學的富有校友數量在美國以外世界第五，僅次於牛津大學、孟買大學、劍橋大學和倫敦政治經濟學院。商業雜誌《史匹爾財富管理調查》將悉尼大學列為“全球培養億萬富翁的前100名大學”中的世界第44名、澳大利亞第二名。

## 著名校友
作爲澳洲的第一所大學，悉尼大學175年來培育出了不少著名人士。
在澳洲國家領導人方面，悉尼大學的校友包括了八位澳大利亞總理（分別是埃德蒙·巴顿、厄尔·佩奇、威廉·麦克马洪、高夫·惠特拉姆、約翰·霍華德、東尼·艾伯特、麥肯·騰博及安東尼·艾班尼斯），是澳大利亚各大学中最多的；兩位澳大利亞總督（威廉·帕特里克·迪恩和約翰·克爾），以及五位澳洲首席大法官（加菲爾德·巴維克、梅師賢、紀立信和羅伯特·弗蘭奇）。澳大利亚历史上发生过两次（1974-1975年和1998-2001年）国家的行政、立法、司法三权首长（总督、总理和首席大法官）都是悉尼大學毕业生的情况。國際組織方面，悉尼大學的校友包括了聯合國大會主席H.V.伊瓦特、國際法院院長珀西·斯潘德、世界銀行行長詹姆斯·沃芬森等。悉尼大學擔任其他國家領導人和要職的有湯加國王陶法阿豪·圖普四世，以及英國上議院的兩位貴族議員。其他校友還包括澳洲各州和領地的州長、州督和最高法院法官、澳洲儲備銀行（央行）行長，以及澳大利亞、英國、香港、印度等地的法官和州、市長等。
科學方面，悉尼大學培養了五位諾貝爾獎得主和两位克拉福德奖得主，诺奖得主分別是约翰·康福思（1975年化學獎）及其导师羅伯特·魯賓遜（1947年化學獎）、約翰·海萨尼（1994年經濟獎）、伯纳德·卡茨（1970年医学奖）及其在悉尼大學附屬醫院時的導師约翰·卡鲁·埃克尔斯（1963年医学奖）。兩位克拉福德奖獲得者分别是罗伯特·梅（1996年生物科学獎）和埃德溫·薩爾皮特（1997年天文学獎）。此外，悉尼大學培養的科學家中有許多成爲了英國皇家学会和澳大利亞科學院的院士，其中包括一位英國皇家学会會長和六位澳大利亞科學院院長。其他科學領域知名校友包括心臟外科醫生张任谦、一位电气电子工程师学会主席和三位宇航员。悉尼大學校友發明的重要科技成果包括飞行记录器（黑匣子）、人工耳蜗、心律調節器、超聲波診斷儀、Wi-Fi无线网路技术和Thiele/Small参数等。
文化方面，悉尼大學校友包括女權主義作家吉曼·基爾、普利策奖得主潔羅丁·布魯克斯、詩人莱斯利·穆雷、作家凱特·格倫維爾等。其他校友還包括電影人珍·康萍、杜可風、布魯斯·貝爾斯福德，演員羅絲·伯恩、杜夫·朗格林和賈桂琳·費南迪斯，指揮家西蒙娜·揚，女高音琼·萨瑟兰等。

## 校園生活
悉尼大學拥有上百多座阶梯教室，数百间實驗室，和数倍于此的其它研討室和工作室。同時有数十个国家级研究所附属于各系或直接由大学管理。除了前文里提到的农场、牧场、附属医院诊所等，其它设施包括南半球数一数二的图书馆系统，数座博物馆和美术馆，剧场和表演中心，音乐厅和完善的体育运动设施。此外，悉尼大學的主校区包括六座學院和三所其它住宿设施。悉尼大學的军事组织，澳洲陆军悉尼大學團的团部也在悉尼大學的主校区。

### 图书馆

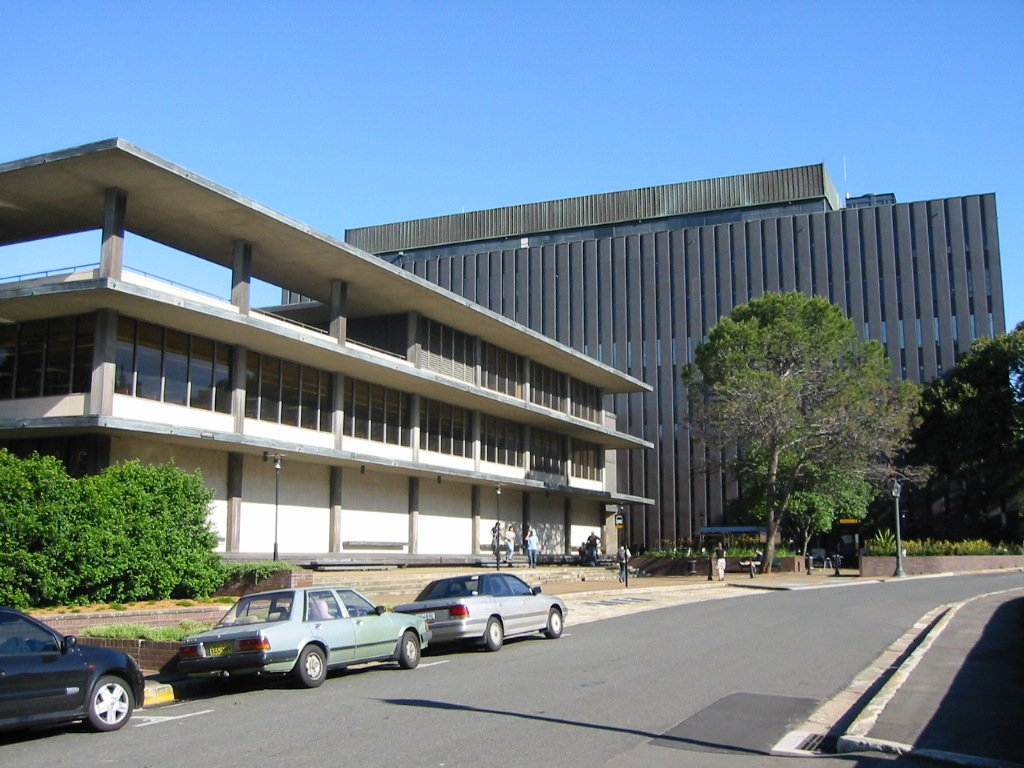
新菲舍图书馆。左邊的建築是開放式圖書館（總共5層，從此視角可看見三層），右邊是銅制外墻的書庫（9層），兩座建築之間有兩層高的門庭建築連接。

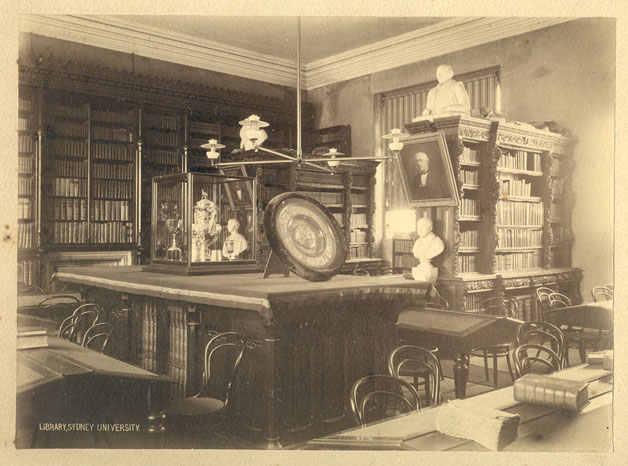
早期的悉尼大學圖書館（1908年以前），現為校董會會議室

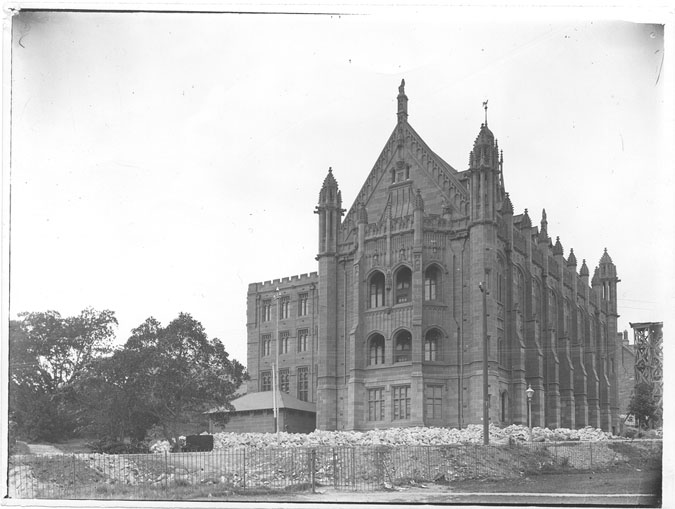
1908年，即將落成的菲舍图书馆。右邊的坡頂建築是圖書館和閲覽室，左邊靠后的建築是書庫；可以看見書庫再往左的主樓西北翼尚未興建。

悉尼大学的图书馆系统由一个总图书馆——悉尼大學图书馆和14个分图书馆组成。悉尼大学图书馆是最大的学术图书馆，截至2009年（至今发布的最新数据）图书馆共有藏书477万余册，实体期刊6734种，电子期刊93680种，电子书34万余种，总共馆藏510多万册（种），此外还有大量的图片和声像资料。悉尼大学图书馆对公众开放，任何校内外人士都可以免费阅读和查阅资料，且任何人士都可以办理借阅卡（本校和关联机构教师学生职工以及外校教师免费）。
雪大图书馆创建于1851年。1885年，得益于托马斯·菲舍（Thomas Fisher）的捐赠，悉尼大学兴建了第一座图书馆大楼（1908年建成），并把图书馆改名“菲舍图书馆”。这座维多利亚新哥特式的图书馆坐落于主楼方场的西南角，包括气势宏大的三层阅览室大楼（其中顶层阅览室大厅现在是主要礼堂之一的麦克罗兰堂）和相连的书库，书库内部使用了（当时属于高新技術的）钢结构，而外部保持了与方场保持一致的、比较折衷的哥特式样。这座图书馆大楼一直使用到1960年代。1962年新菲舍图书馆大楼揭幕，1967年相连的书库大楼完工。新图书馆使用了国际现代主义设计，并获得澳洲和英国皇家建筑学会的两项设计奖，書庫大樓使用了較特別的銅質外墻。现在的菲舍图书馆分为开放式的大學图书馆，和开架型书库式的参考图书馆。此外，在菲舍图书馆大楼内还有专藏中、韩、日等语言书刊资料的东亚图书馆，负责保管珍贵书籍文献的珍稀图书图书馆，以及教育资料库。
其它12所图书馆分館大多和各院系有联系。其中比较值得注意的包括大规模的辉皓法律图书馆（Freehills Law Library）和医学图书馆（Medical Library），在美术资料领域有独特优势的谢斐美术图书馆（包括鲍沃当代艺术研究图书馆）（Schaeffer Fine Arts Library，Power Research Library of Contermporary Art），由原建筑、工程、科学和数学图书馆合并而成的新科技图书馆（SciTech Library）。

### 博物館

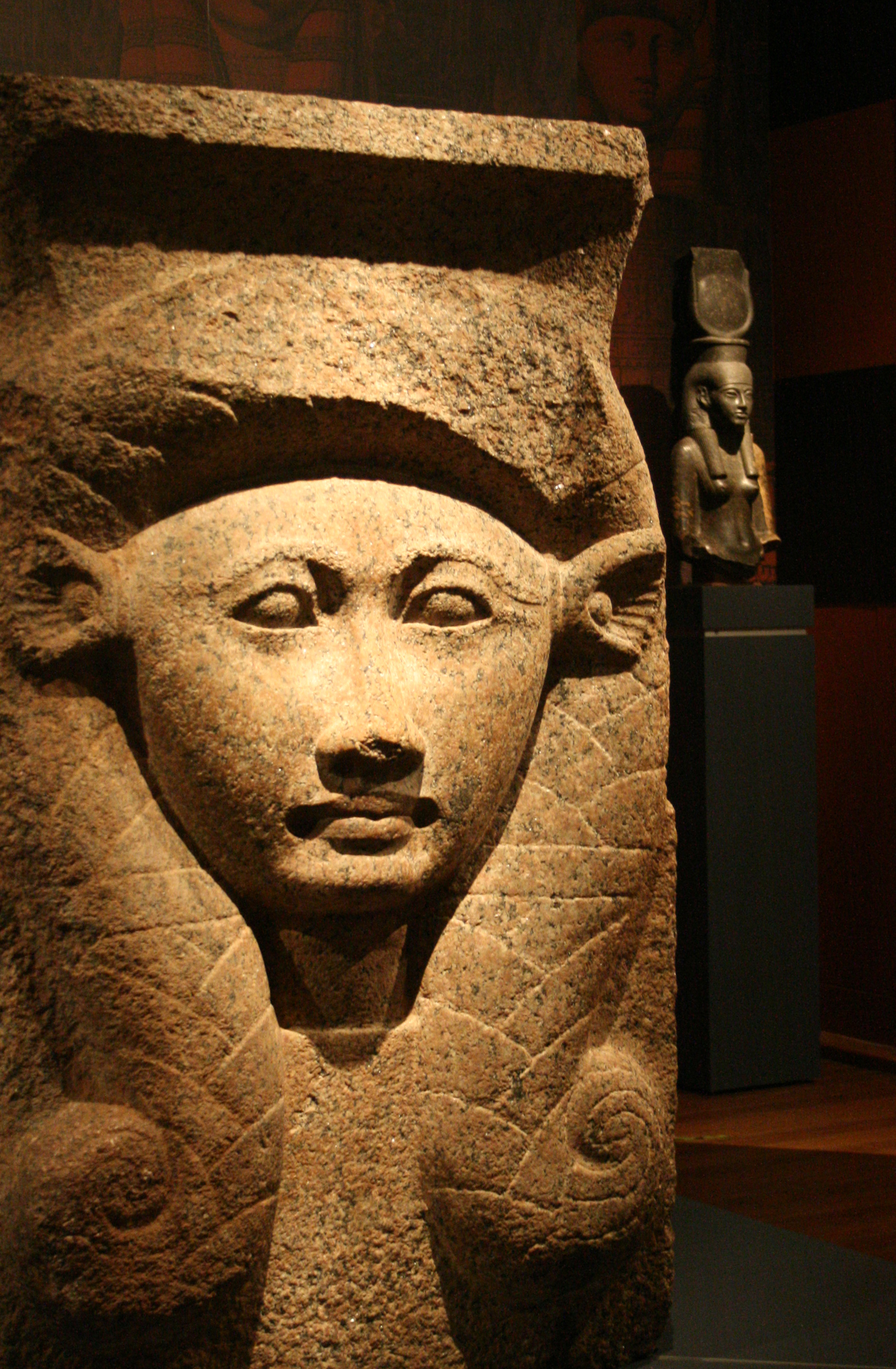
尼可逊博物馆所藏古埃及文物

悉尼大学有多个校内博物馆，其中对公众开放的有尼可逊博物馆、麦克雷博物馆、大学美术馆（University Art Gallery）和周泽荣博物馆。
尼可逊博物馆于1860年创建，收藏古文物。尼可逊博物馆拥有澳洲和整个南半球规模最大的古文物收藏。博物馆以创办人查理·尼可逊爵士命名。藏品主要是古埃及、古希腊、古罗马文物和其他中東和近東及古代歐洲的文物，其中包括175年来收购的文物和本校考古专业在中近东和其他地区考古发现所得。尼可逊博物馆在澳洲考古和历史界有着重要地位，历任馆长都是古典史界的著名学者，包括后来成为英国国防大臣的伊諾·鮑威爾。尼可逊博物馆的陈列室在主楼西南角的原菲舍图书馆底楼，对公众免费开放。
麦克雷博物馆是澳洲最重要的自然历史博物馆之一。博物馆的基础是悉尼殖民时代的望族，麦克雷家族的昆虫标本收藏。此收藏被悉尼大学购入之后，1887年在此基礎上建成了麦克雷博物馆楼，此後經過校内外科學家的採集、捐獻和博物館的收購建設成了綜合性的自然历史博物馆。藏品专长是昆虫学、民族学、科学器材和历史照片。藏品中的标本包括已灭绝和珍稀的物种，另外部分标本本身由于收集者的身份具有历史意义——包括查尔斯·达尔文和他最早的追随者之一，生物学家尼古拉·尼古拉耶維奇·米克盧霍-馬克萊。麦克雷博物馆的陈列室在主楼北边，科学路麦克雷楼，对公众免费开放。
大学美术馆始于19世纪60年代，館藏2600余件展品。藏品以中国艺术品、日本木刻版画和欧洲油画為主，其他藏品包括油画、版画、水彩画、硬笔画、纺织、摄影、装饰艺术、雕塑和陶瓷等各种介质艺术品。
周泽荣博物馆（Chau Chak Wing Museum）由澳大利亚华人地产开发商周泽荣斥资1500万澳元兴建，汇集了悉尼大学的古董、自然历史、历史照片、文化手工艺品和艺术品。博物館拥有2000平方米的展览空间，共四层，是1860年建成开放的尼可逊博物馆的三倍。周泽荣博物馆吸收了部分尼可逊博物馆、麦克利博物馆和大学美术馆的馆藏。博物馆于2020年开放。
除此之外，菲舍图书馆的善本图书馆（Rare Books Library）收藏了相当数量的古籍和珍贵文献，以及其他和图书馆学有关的文物。馆藏书籍包括一本第一版的牛頓著作《自然哲学的数学原理》和《巴拿巴福音》传世的两本孤本之一，以及80份中世纪手抄本。图书馆的陈列室在菲舍图书馆内。

### 剧场和表演设施

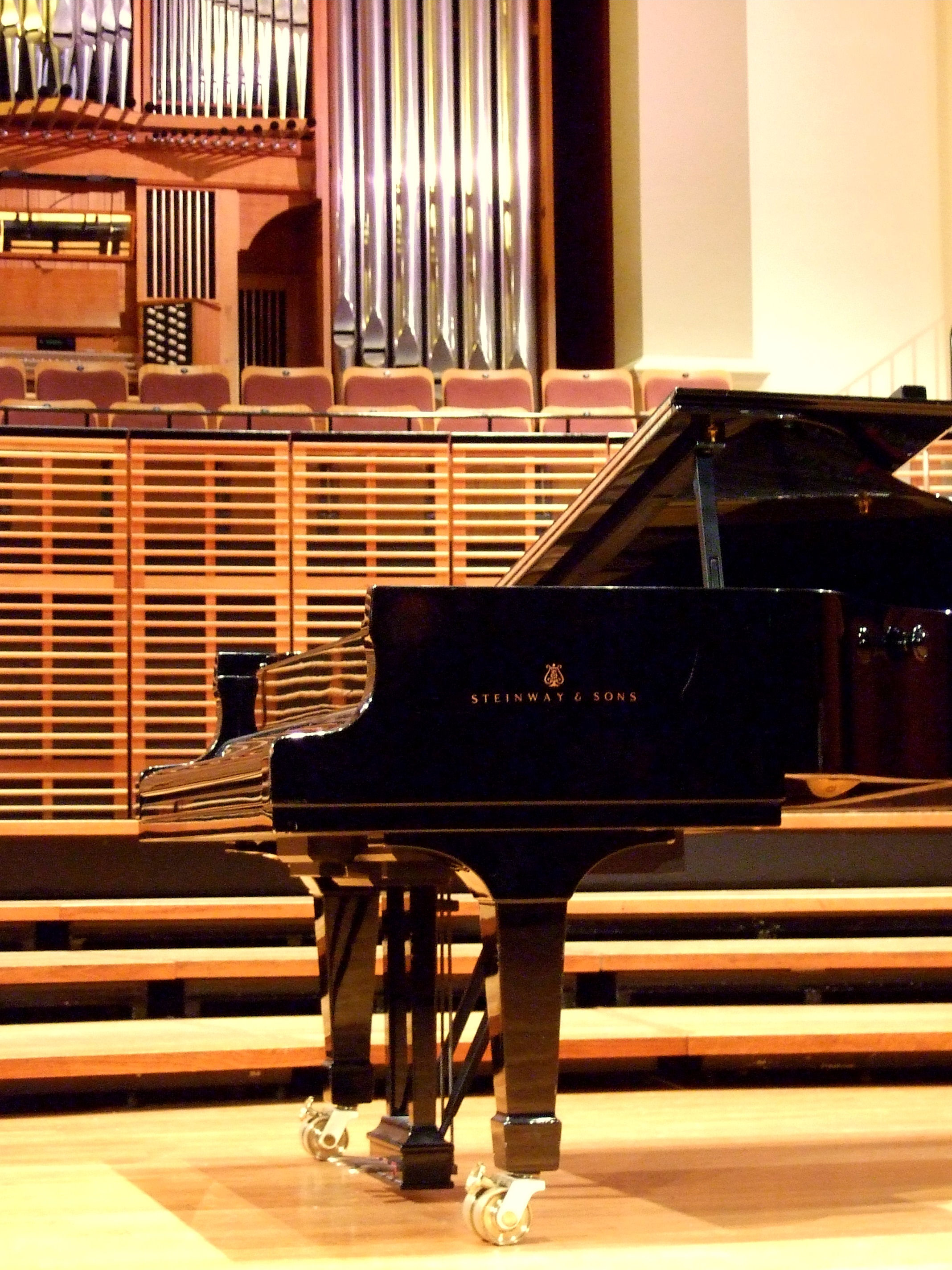
悉尼音乐学院的凡不鲁庚音乐厅（Verbrugghen Hall）

悉尼大学主校区包括一座表演艺术中心和一座大型剧场。悉尼音乐学院拥有音乐厅和一系列音乐表演设施。此外各院系大都拥有自己的表演空间。
悉尼大学最大的表演艺术设施是西莫中心，1975年建成，这座多用途专业表演中心包括一座半圆型伸展式舞台剧场（780席），一座镜框式舞台剧场（605席），小型表演室（200席），卡巴莱舞廳（120席），以及音乐系使用的音乐房。除了校内各系的年度演出，每年都有相当数量的公众音乐和戏剧在西莫中心演出，悉尼的各个艺术节也在西莫中心安排节目。
除此之外，校内的另一座大型剧场是天桥剧场（Footbridge Theatre）。悉尼音乐学院校内的音乐表演设施包括国际领先水平的音乐厅凡不鲁庚音乐厅（Verbrugghen Hall）（497席），多用途音乐表演室（220席）、两座演奏厅（各116席）、和合唱团礼堂（Choral Assembly Hall)（213席）。

### 书院和其他宿舍

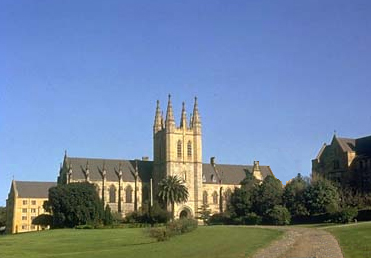
圣约翰书院外景

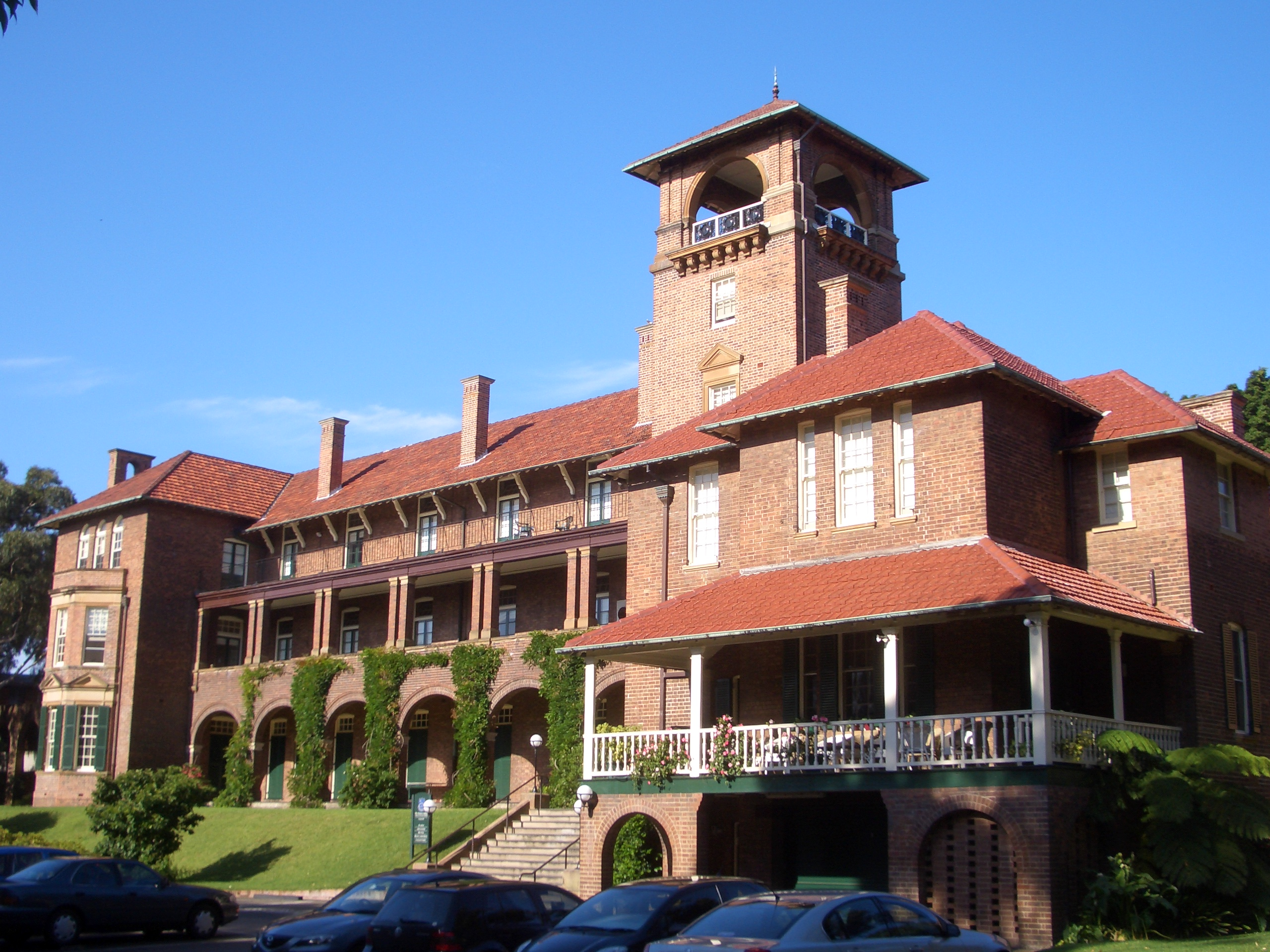
女子书院

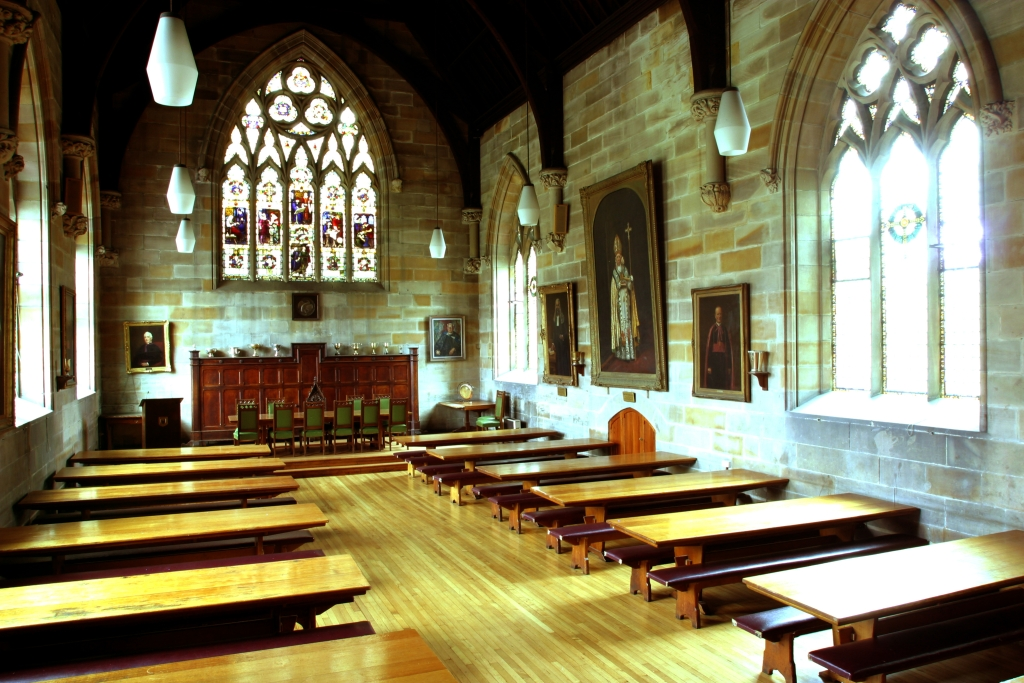
圣约翰书院大礼堂

悉尼大學有六所书院和其他宿舍机构。悉尼大學早期有向牛劍式书院发展的倾向，但是因为当时书院都是由基督教各教派所办，与大学创办人的公立、非宗教办学宗旨格格不入，而后来学校扩招又使得大多数学生必须走读而不可能住校，因此大学的书院虽然占据了主校区的相当一部分，但作为学校生活的一部分长期处在了边缘，各书院也从未发展成牛剑式的独立书院。现在悉尼大學有六所书院。书院在机构从属上独立于悉尼大學，其组织法都由新南威尔士议会分别立法并分别拨于土地产权，但学术上各书院只提供有限的辅导而基本不负责教学，且学校招生由大学而不是书院主导，所以这些书院的地位介于独立和非独立书院之间。书院的食宿费用和其他学生住宿相比比较昂贵。
最早成立的三所书院是悉尼大学圣保罗书院（圣公会，1854年），聖約翰學院（天主教，1857年）和圣安德烈书院（长老会，1867年）。三个书院原先都只收男生，但自2000年以来圣约翰和圣安德烈书院都陆续招收了女生，现在只有圣保罗书院只收男生。三所书院可各容纳200左右住宿学生。三所书院都拥有壮观的19世纪历史建筑，其中圣保罗和圣安德烈两院由大学主楼的设计者布莱克特设计，圣约翰则由布莱克特监工，由威廉·沃德尔根据奥古斯塔斯·普金的“完美的天主教书院”理念设计，其建筑是澳洲的哥特式建筑中突出的代表。
后三所书院是女子书院（无教派，1889年），卫斯理书院（卫理公会，1910年），和圣索菲娅学院（天主教，1929年）。其中女子书院和圣索菲娅学院是女生书院，卫斯理书院兼收男女生。
除了六座书院以外，悉尼大学在坎伯當管轄的學生公寓（均由Unilodge學生公寓集團經營）包括瑪麗王后大樓（Queen Mary Building），團管學生宿舍（Regiment Student Accommodation），達靈頓學舍（Darlington House）阿伯克龍比學生宿舍（Abercrombie Student Accommodation）以及聯合旅館肯辛頓（Unilodge Kensington）。而達靈頓排屋（Darlington terraces）以及国际學舍重建計畫受到當區居民反對暫無下文。

### 體育運動

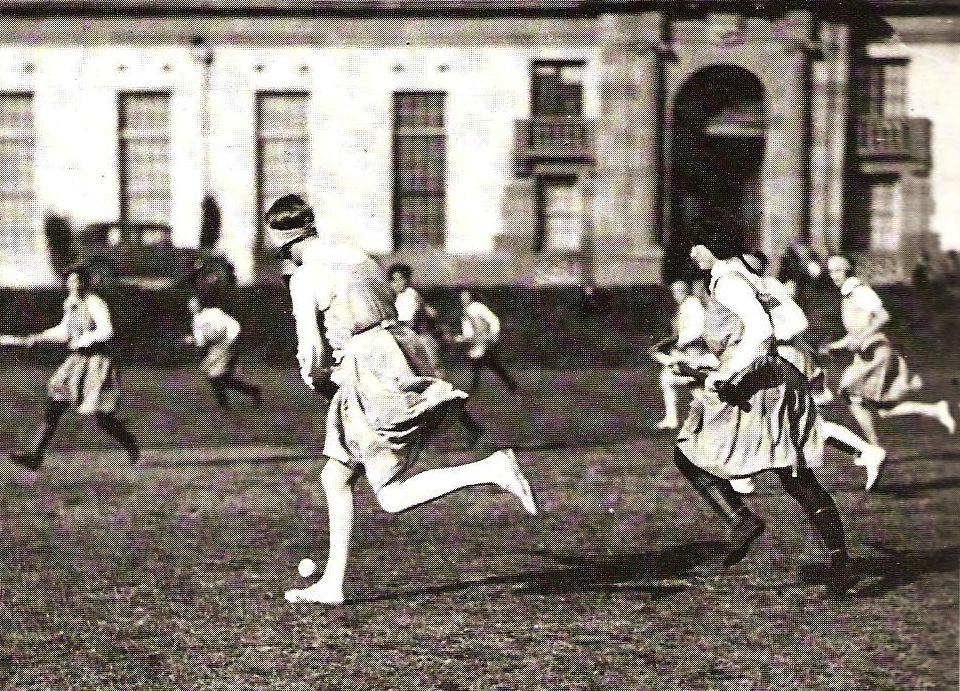
校内體育：1910年方場上舉行的女子曲棍球賽

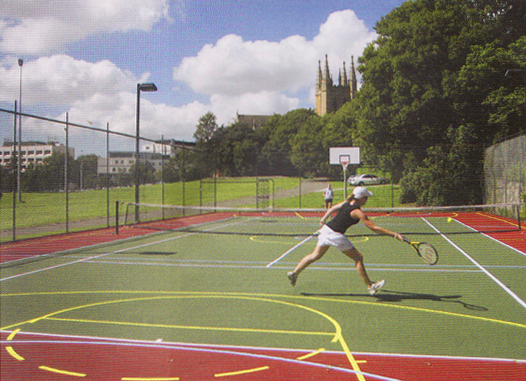
校内体育：网球

悉尼大學的學生組織雪大體育健身會下轄43個體育項目俱樂部，各俱樂部都由學生組成，負責組織校隊的訓練和競賽和聯誼、參加各個項目的校外比賽，以及州隊和國家隊的選拔。
多年來，悉尼大學的學生代表澳大利亞和其他國家參加多次的世界性的運動競賽。悉尼大學參加奧運會的歷史始于1904年的聖路易斯奧運會。在2008年北京奧運會上悉尼大學有21名學生運動員参加比赛，其中20名代表澳大利亞，一名代表斐濟參賽，而在2012年伦敦奧運會上悉尼大學則有30余名運動員代表澳大利亞参加比赛，夺得一银一铜。此外，悉尼大學也長期參加英聯邦運動會。在2010年英聯邦運動會上雪大學生運動員奪得了12金九銀二銅的歷史最佳紀錄，在2014年英聯邦運動會上也有17位雪大學生運動員參賽。
此外大批雪大運動員還參加澳大利亞大學生運動會和世界大學生運動會。各校隊中參加全國聯賽的有女子籃球隊、男、女子足球隊、男、女子水球隊（其中男子水球隊2005年奪得全國冠軍）、擊劍隊等。雪大橄榄球隊（Rugby Union）隊創建于1863年，參加新南威爾斯州的橄欖球聯賽，最近一次奪得聯賽冠軍是2005年。其他參加州聯賽的有拳擊隊、籃網球隊、美式足球隊等。此外雪大啦啦隊在2006年贏得州際競賽冠軍。各校隊中，創建最早的是雪大划船隊，創立于1860年，自創立起至今每年都與墨爾本大學划船隊舉行對抗賽，並參加一系列全國和世界性的比賽（包括台灣宜蘭盃國際名校划船邀請賽），並幾乎在每次奧運會都有隊員代表國家參賽，其中1952年奧運會奪得八人賽艇銅牌的澳洲隊全部是雪大划船隊成員。
悉尼大學的運動設施分爲由雪大體育健身會管理的全校性設施，和由各書院管理的書院私有設施。
主校區的校屬大型體育場地包括兩座橢圓形球場，大學球場即第一球場（No. 1 Oval）與第二球場（No. 2 Oval），以及一座方型運動場，“方場”（The Square）。第一球場是雪大的橄欖球、足球、板球和澳式足球俱樂部的主場地，是橄欖球在澳洲的誕生地。方型運動場則用於各體育俱樂部的各種室外訓練，以及院系間競賽。此外聖保羅和聖安德烈兩所書院各有一座橢圓形球場、聖約翰書院有一座橢圓形球場和一座足球場。小型室外場地方面，主校區各處散佈有近20座網球場，有一組板球訓練網，此外各書院都有自己的網球、籃球場。雪大女子划船俱樂部的船塢位于忌獵的卑力屈度灣。雪大划船俱樂部的船塢原位于蘭蔻河上的林利角，但這座歷史建築在2006年被縱火燒毀，船隊至今仍借用其他船塢，但當地政府正在申請在原地為雪大划船隊重建船塢。
由雪大體育健身會管理的室内體育健身中心有三處，分別是位于坎伯當校區的競技場（The Arena），其中包括悉尼規模最大的室内攀岩設施之一（在此訓練的除雪大攀岩俱樂部外還有新南威爾士大學攀岩俱樂部和悉尼科技大學攀岩俱樂部）；位于達令頓校區的體育和水上運動中心（Sports and Aquatic Centre），其中包括一座室内奧林匹克標準游泳池；以及位于悉尼内城區天丕的蘿賓·韋伯斯特體育中心（Robyn Webster Sports Centre）。三座體育健身中心都對公衆開放。主校區的兩座體育中心還包括六座壁球場。此外各分校區還有較小規模的室内和室外運動設施。

### 學術競賽與榮譽
悉尼大學學生參與世界級的學術競賽。其中，悉尼法學院曾六度赢得世界最高等级的傑賽普國際法模擬法庭辯論賽，於1996、2007、2011、2015、2017、2021年獲得世界冠軍，歷屆總成績排名世界第一。悉尼大學辯論隊則在世界大學辯論賽八次獲得全球冠軍（最近一次是2019年），歷屆總成績排名世界第一。
悉尼大學自1904年以來共有110名大學生獲得了羅德獎學金和19名研究生獲得蓋茲劍橋獎學金。另外79年來有274名師生獲得福布莱特獎學金。

## 军事參與
悉尼大學團直屬于澳洲陸軍的第2师第5旅，是陆军预备役军官教导團，目前主要任務是培訓预备役军官，並篩選合格學員至位於澳洲首都特區的皇家軍事學院接受進一步軍事訓練。團部設在悉尼大學的達令頓校區內。

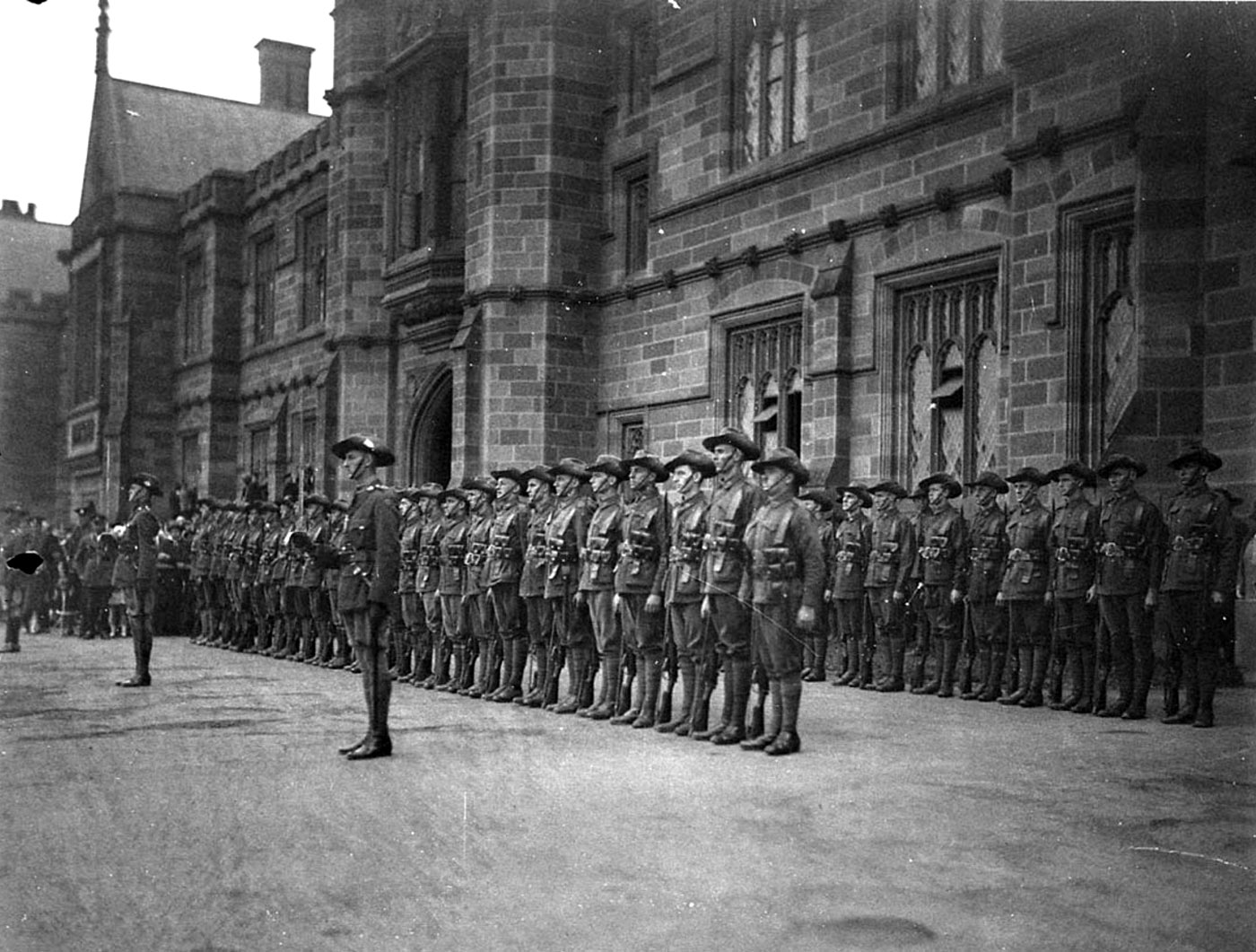
1927年悉尼大學團在雪大主楼前列队迎接到访的约克公爵（即后来的英王乔治六世）。

悉尼大學團最早是1900年建立的新南威爾斯州殖民地防衛軍的大學志愿來福槍军团（University Volunteer Rifle Corps）。1901年軍團的一百名志願役士兵并入新成立的联邦中央军；后于1903年改为悉尼大學侦察队（Sydney University Scouts），1911年正规化为营級單位。在第一次世界大战中悉尼大学侦察队有60%的成员参加了澳洲帝国军，支援歐亞战场。1927年悉尼大學侦察队正式改稱為悉尼大學團。1929年英王乔治五世批准悉尼大学團與英國皇家來福槍团建立对口关系。1956年悉尼大学团增设了工兵队，1958年增设了炮兵队。
1960年代開始，軍團轉型為澳洲陸軍预备役军官的初階培訓與篩選重要單位。1965年澳洲國立大學連隊設立並開始招募预备役军官，使得軍團的陣容更加堅強。1997年，悉尼大學團成為皇家軍事學院的下轄單位，為预备役军官學員提供在職訓練，相當於皇家軍事學院的預科。2001年，新英格蘭大學連隊轉移至新南威爾斯大學團。
2002年，查爾斯史都華大學分隊、瑞福利納分隊設立，希望能在2003年各增加十名预备役军官學員訓練績效。2008年，臥龍崗大學分隊轉移至悉尼大學團；悉尼大學團的直屬上級亦由澳洲皇家軍事學院改為澳洲陸軍的第2师第5旅。